# 勝山町並み保存地区

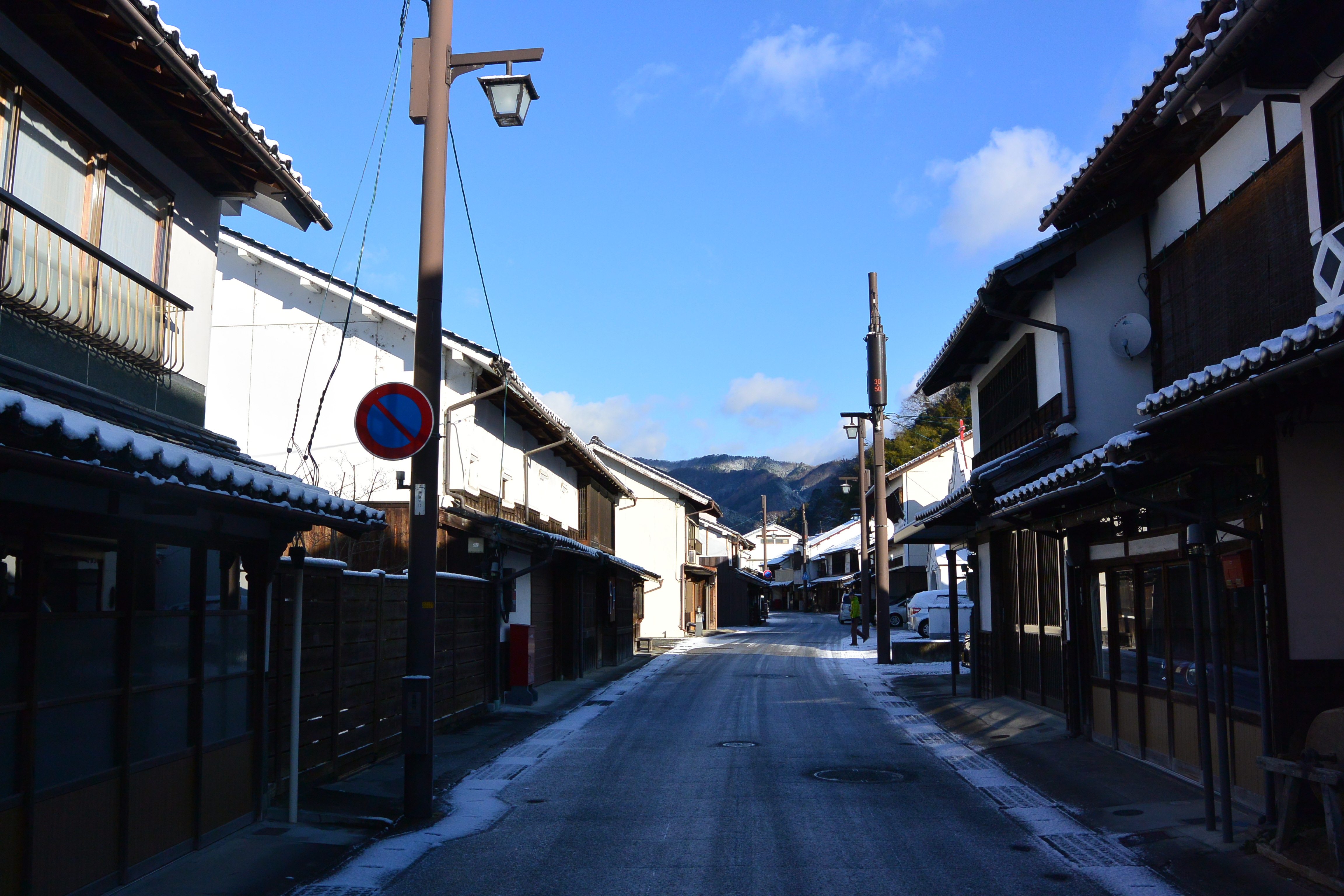
冬の早朝の勝山町並み保存地区

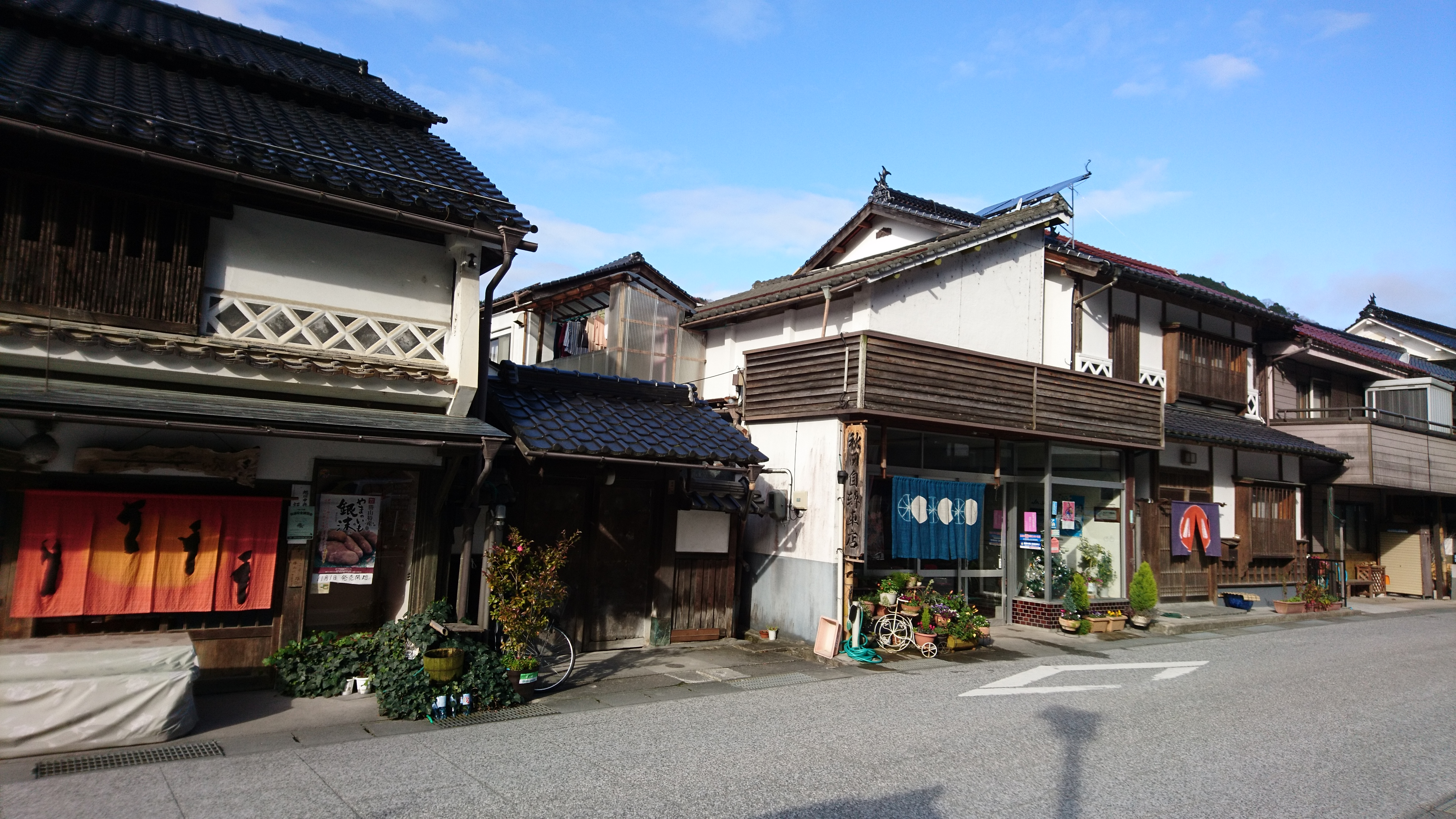
のれんのある街並み

勝山町並み保存地区（かつやままちなみほぞんちく）は、岡山県真庭市勝山に所在する町並み保存地区。1985年（昭和60年）に岡山県によって県下初の指定を受けた。

## 概要
この地域一帯は美作勝山藩2万3千石の城下町として出雲街道などの交通の要塞として栄え、白壁に格子窓、なまこ壁の収蔵庫、高瀬舟の発着場跡など多くの歴史的資産が数多く残されている。
旧勝山町により町並み保存地区整備事業が1986年（昭和61年）から1990年（平成2年）まで行われた。中町の旧電報電話局を「郷土資料館」に改修、江戸時代の建築様式を伝える旦地区の武家屋敷・旧渡辺邸を「武家屋敷館」に改修、中橋のガードレールを擬木の欄干に改修するなど、歴史的遺産を後世に残し、観光資源として活用、町の活性化を図るためのハード整備を行った。
1993年（平成5年）から1997年（平成9年）の二期事業では、「のれんのまちづくり」と呼ばれるまちづくり活動や「勝山のお雛まつり」と呼ばれるイベントなどのソフト整備を行った。
2000年（平成12年）から2014年（平成26年）の三期事業では、まちづくり交付金事業による生活環境空間整備と勝山文化往来館ひしおの設置運営などアートによるまちづくりを行い、町の歴史的遺産の保存と活性化を図っている。
現在では、NPO法人勝山・町並み委員会が中心となって、地元の染織家による手作りののれんが多くの軒先を飾っている。
2017年12月17日に平成29年度勝山カレッジプログラム：勝山情報整備事業 ウィキペディアタウン IN 真庭が開催され、そこで作成された勝山町並み保存地区（本記事）へのウィキペディアリンクを示すQRコードが真庭市勝山振興局勝山文化センター前の真庭市設置の「城下町勝山」案内地図に貼付されている。
2018年現在、岡山県には町並み保存地区が8地区指定されている。

## 歴史
以下の内容は、捧富雄氏の「観光による地域振興の推進における地域行政体と住民の役割分担とその連携要因-旧勝山町における事例研究-」（岡山商大社会総合研究所報、第27号2006年10月）より抜粋。
- 1985年（昭和60年）：岡山県の町並み保存地区に指定される。
- 1987年（昭和62年）：郷土資料館および武家屋敷（旧渡辺邸）がオープン。
- 1990年（平成2年）：中橋の改修工事が完成。岡山ふるさと文化賞を受賞。
- 1991年（平成3年）：おかやま景観賞を受賞。
- 1995年（平成7年）：映画男はつらいよ 寅次郎紅の花のロケが行われる。
- 1996年（平成8年）：町並み保存事業を応援する会が発足。山本町地区からのれんのまちづくりがスタート。
- 1997年（平成9年）：観光客無料休憩所顆山亭オープン。
- 1999年（平成11年）：勝山のお雛まつりがスタート。展示戸数35軒、来場者数約5,000人。
- 2001年（平成13年）：勝山町町並み保存重点整備地区整備構想会議が初開催。以後数回行われる
- 2002年（平成14年）：全国遊歩百選に認定。勝山のお雛まつり実行委員会が岡山県文化大賞を受賞。夢街道ルネサンスとして認定。
- 2003年（平成15年）：地域づくり総務大臣表彰（まちづくり部門）を受賞。第36回三木記念賞受賞。
- 2004年（平成16年）：第11回優秀観光地づくり賞受賞。
- 2005年（平成17年）：勝山文化往来館ひしおがオープン。
- 2008年（平成20年）：都市景観大賞「美しいまちなみ大賞」（国土交通大臣賞）受賞。
- 2017年（平成29年）：勝山文化センターを会場にウィキペディアタウンが開催され、勝山町並み保存地区の記事を新規作成。

## 施設・建造物

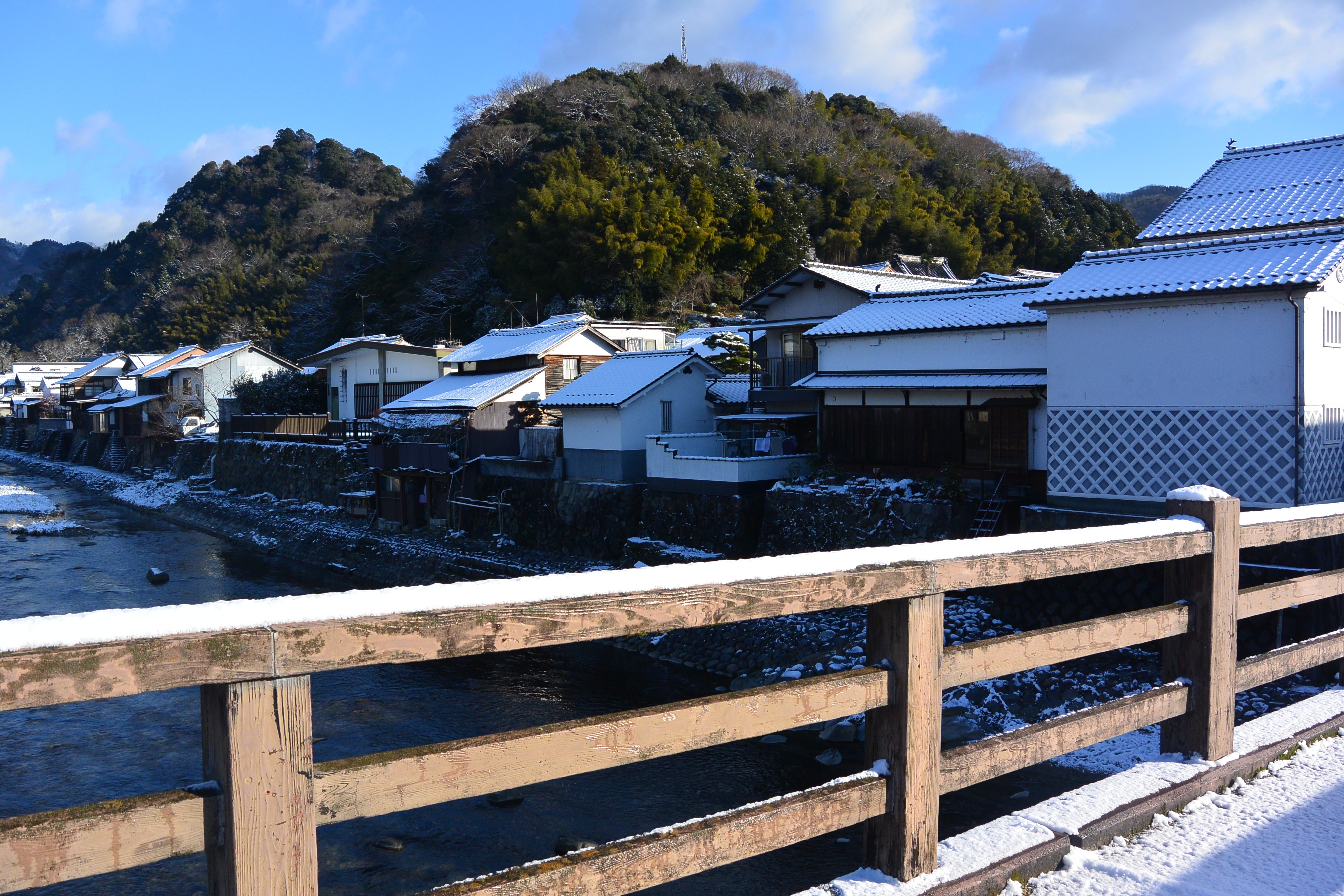
中橋から見た旭川岸壁の船着き場

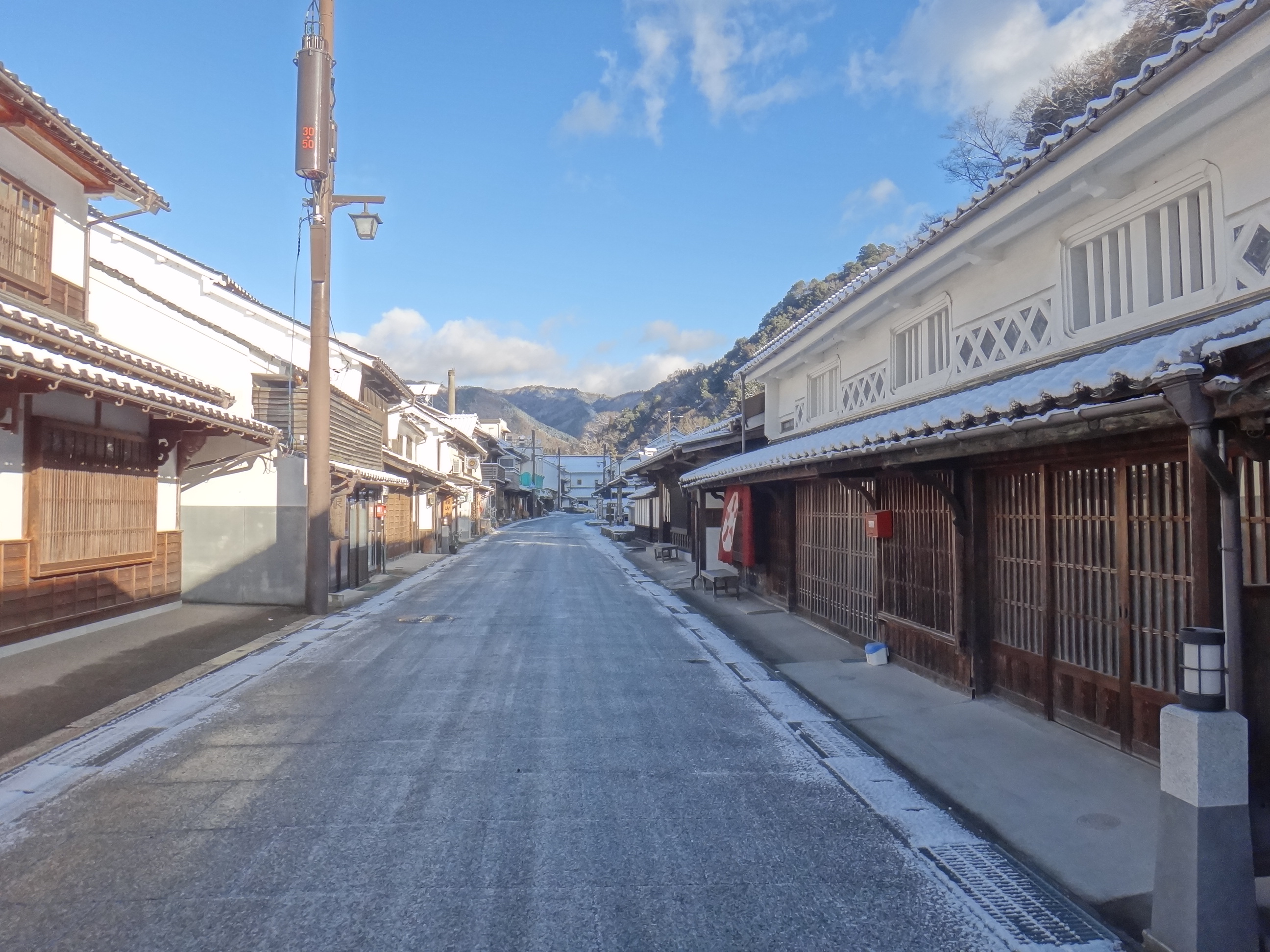
雪化粧の勝山町並み保存地区

### 史跡・観光スポット
- 高瀬舟発着跡 - 旭川では勝山が最上流の船着き場で、昔、産物の輸送は全て川を利用しており地方の産物を積み、塩・日用品雑貨品を積んで運んでいた。県下でこれだけ完全に残っているところは他にない[7]。
- 勝山文化往来館ひしお - 明治時代中期のしょうゆ蔵を2005年（平成17年）に改修整備し、町並み保存地区を象徴する文化施設として様々なアーティストを招いたコンサートや絵画などの展示会が開催されている。また、カフェが併設されていて飲み物・軽食をとることができる[7]。
- 勝山郷土資料館 - 1986年（昭和61年）に設置。館内には、商家に関する資料、民俗資料などの展示室があり、出雲街道の要衝の地として栄えてきた城下町勝山の歴史を知ることができる[7]。
- 大雲寺 - 1564年（天文15年）に、雙羽師が創建、1736年（元文元年）に火災で失われたが、1740年（元文5年）に再建された。境内に推定樹齢300年といわれる松があり、雙羽の松と称されている。
- 明徳寺 - 1703年（元禄16年）に、永源寺の開祖である円応正燈国師の生誕地であることから、記念寺としてその建造された。当時は高田城内に位置したが、後に勝山藩が陣屋を設けるに伴い現在地に移転した。本尊の聖観音像が岡山県の指定文化財に、境内の白菊塚が真庭市の指定文化財になっている。

### 店舗
- ろまん亭 - 大正ろまんの趣きある建物。真庭の食材にこだわったメニューを提供する[8]。
- きくや本舗
- KEN工房
- 大前商店
- 郷宿
- やあとうせ喜志家
- おにのすみか
- 辻本店
- 西蔵
- 宮文
- 前田菓子店

### その他
- 三浦坂
- キリスト教会

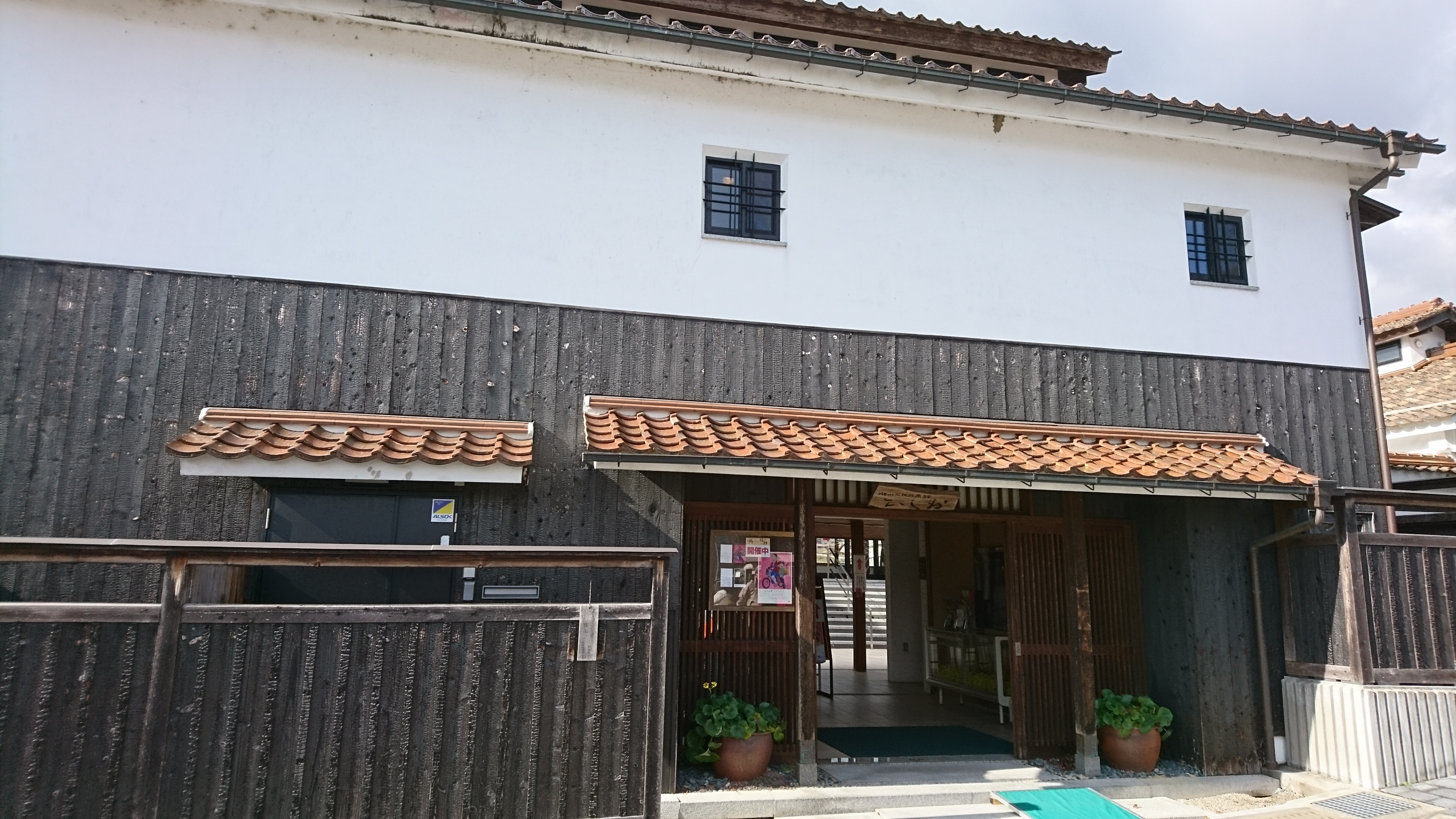
勝山文化往来館ひしお
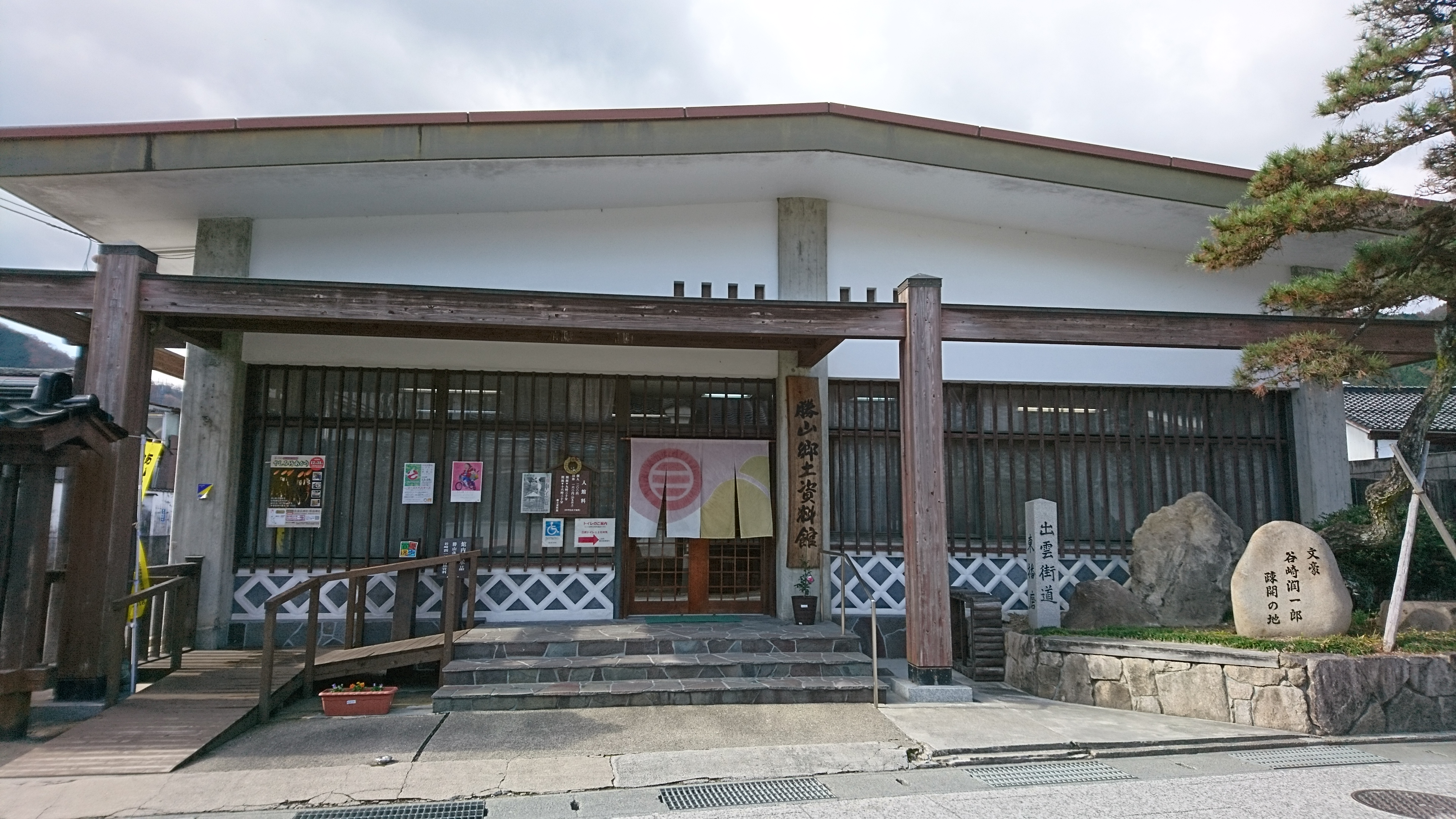
勝山郷土資料館
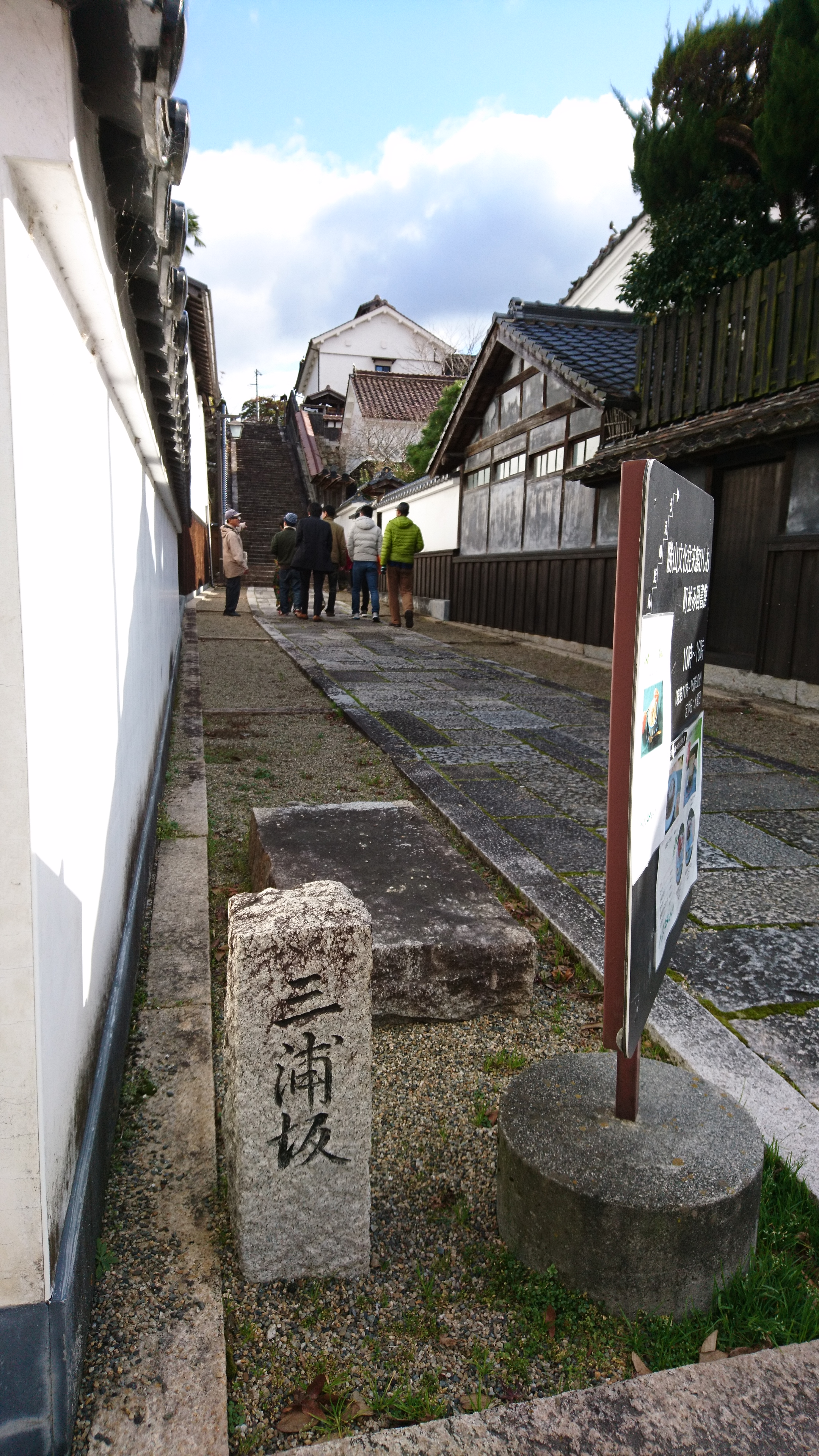
三浦坂
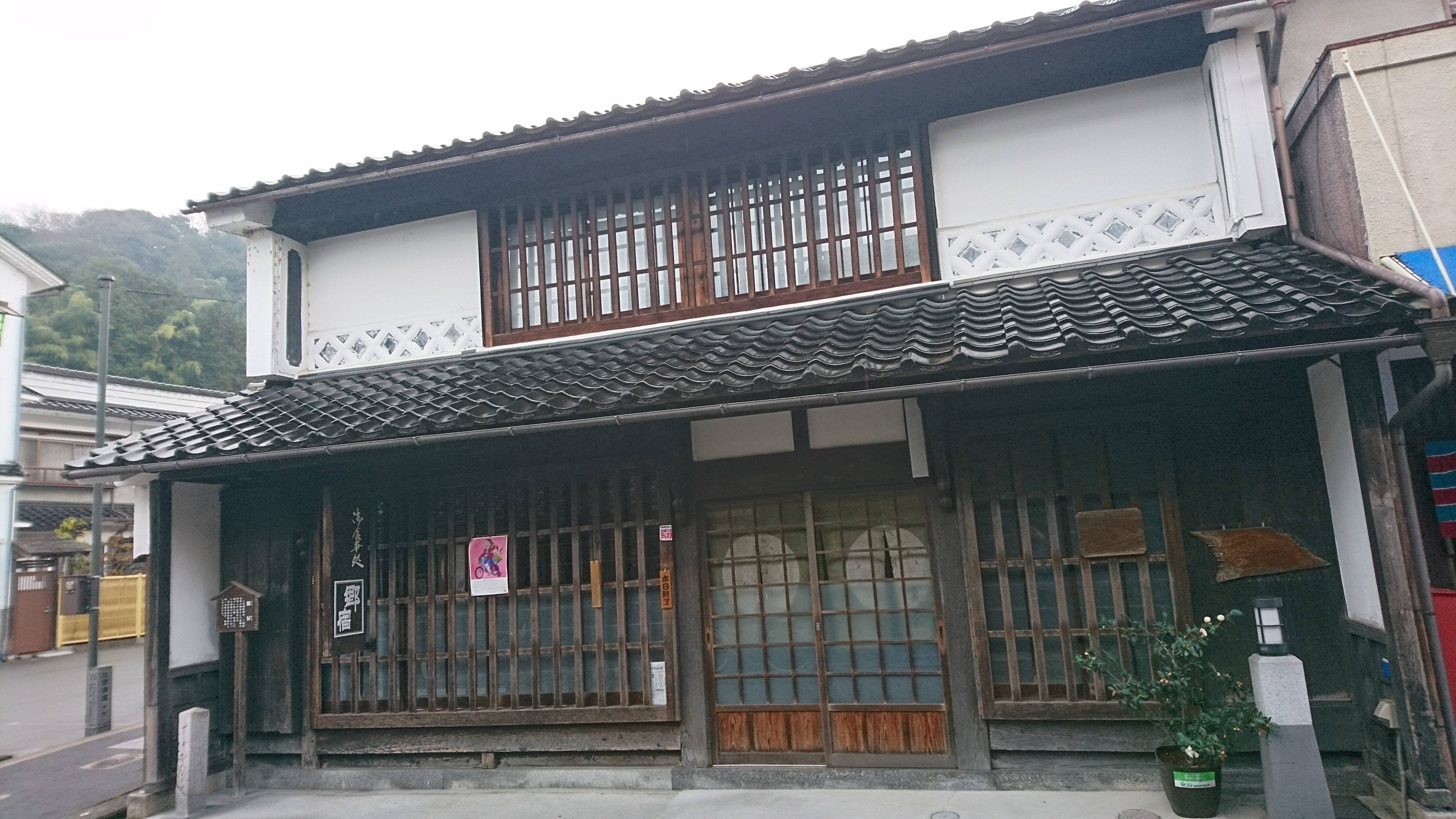
郷宿
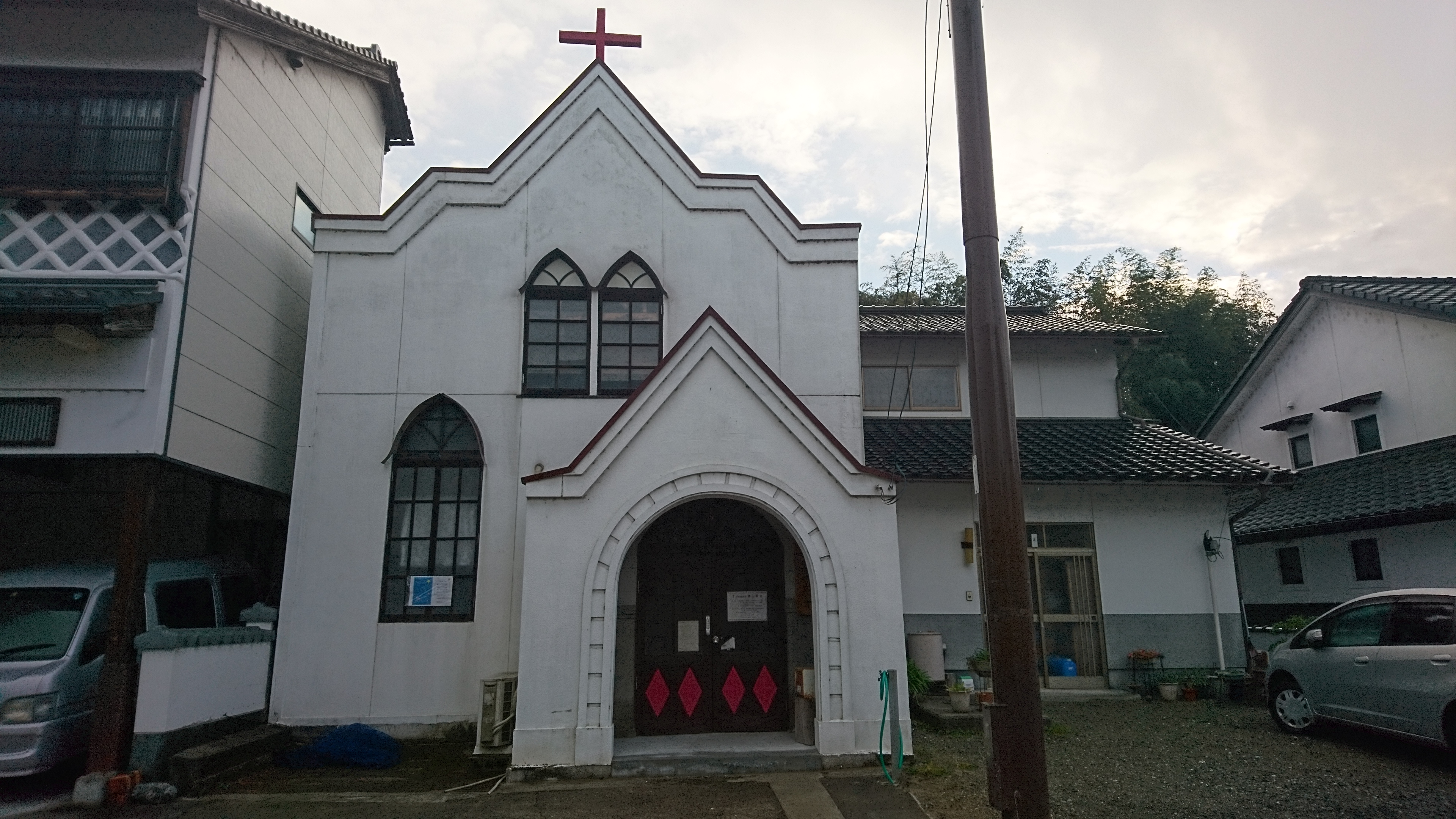
日本基督教団勝山教会

## イベント

### 勝山のお雛まつり

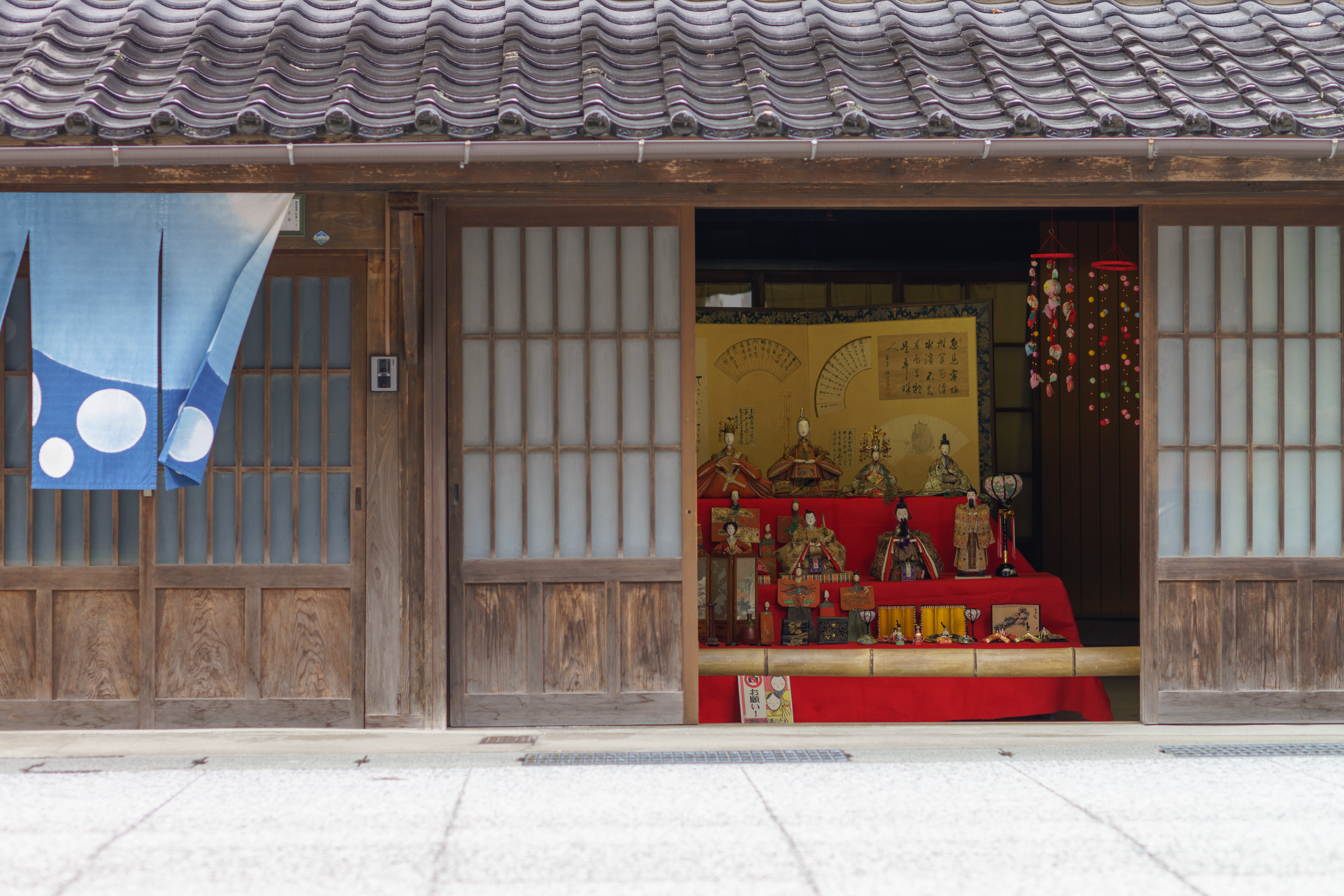
勝山お雛まつり

1999年（平成11年）3月から始まった「勝山のお雛まつり」。毎年3月3日を中心とする5日間、新町商店街から旧勝山庁舎までの約1キロメートルの範囲で約160軒あまりの家やお店を雛人形が飾る。

### 勝山喧嘩だんじり

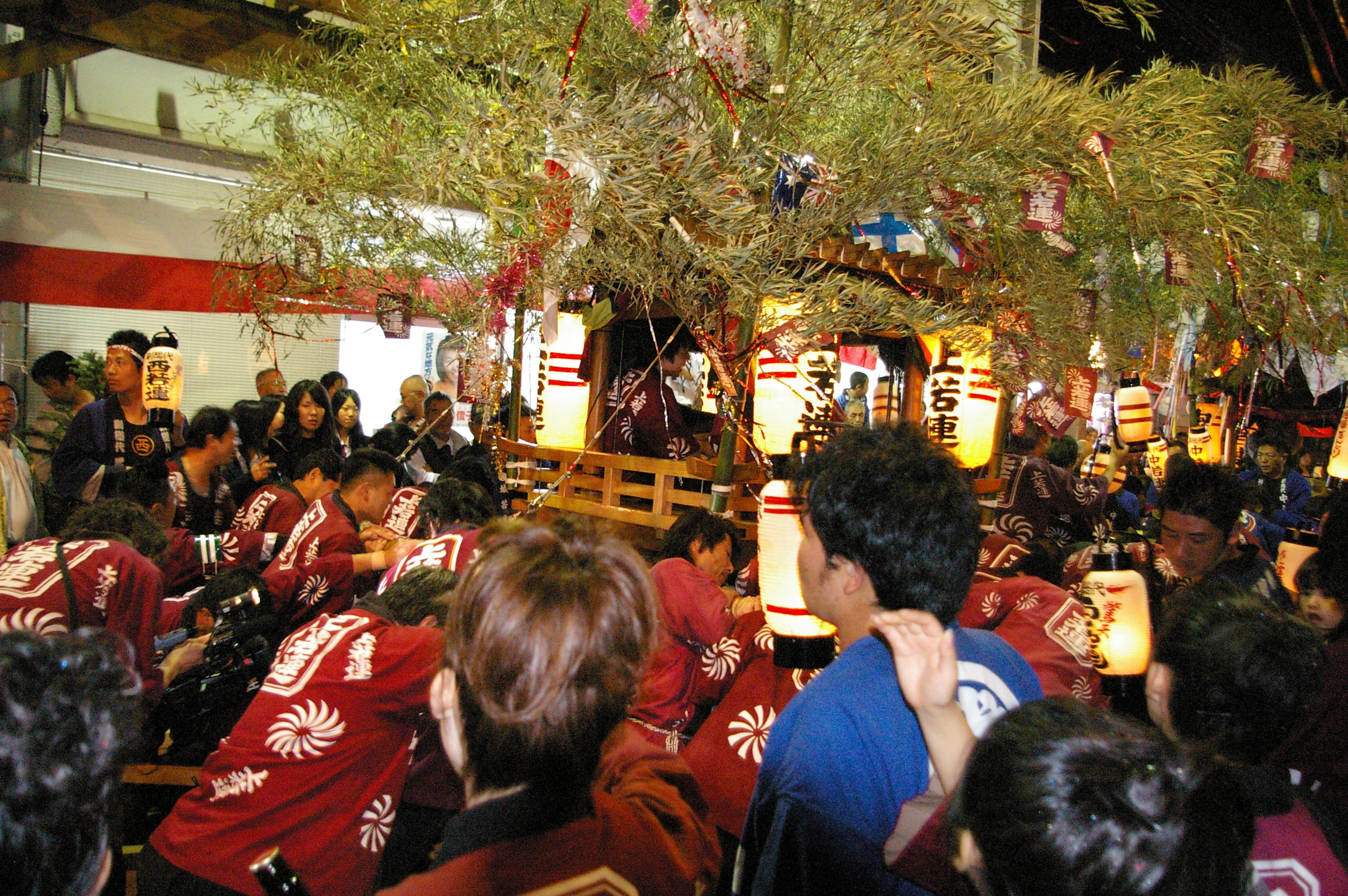
勝山喧嘩だんじり

「勝山喧嘩だんじり」は、毎年10月19・20日に行われる。夜には約2トンから3トンのだんじりが真正面からぶつかり合う。岡山三大だんじり祭りの1つ。

### ふるさと勝山もみじまつり
毎年11月の第1日曜日に、勝山文化センターで開催される紅葉の季節のイベント。二万三千石櫓太鼓の演奏、YOSAKOIソーラン踊り、餅つきや餅投げなどでにぎわい、地元特産品の販売が好評である。

### 勝山町並み体験クラフト市
2013年（平成25年）度にスタートした「勝山町並み・体験クラフト市」。毎年11月下旬に開催している。ワークショップを通じて本物の手仕事が体験でき、自分のオリジナル作品をつくることができる。

## 文学との関わり
- 谷崎潤一郎 - 1945年（昭和20年）7月から1946年（昭和21年）5月まで滞在。46年8月にも再訪し、今田旅館で「細雪（下巻）」を執筆した。 現在、勝山郷土資料館の谷崎潤一郎コーナーには手紙や写真が展示されており[8]、また館内の本棚には谷崎の全集も常設されている。
- 永井荷風 - 1945年（昭和20年）8月13日から15日来訪。疎開中の谷崎を訪ねてきた。赤岩旅館に宿泊した[13]。
- 与謝野鉄幹・与謝野晶子 - 1933年（昭和8年）7月1日来訪。神庭の滝を訪問し、数首を詠んだ[14]。

## 交通アクセス
- JR姫新線 中国勝山駅から徒歩5分
- 米子自動車道 久世ICより20分
- 真庭市コミュニティバス蒜山・久世ルート　本郷BSよりすぐ

## ギャラリー

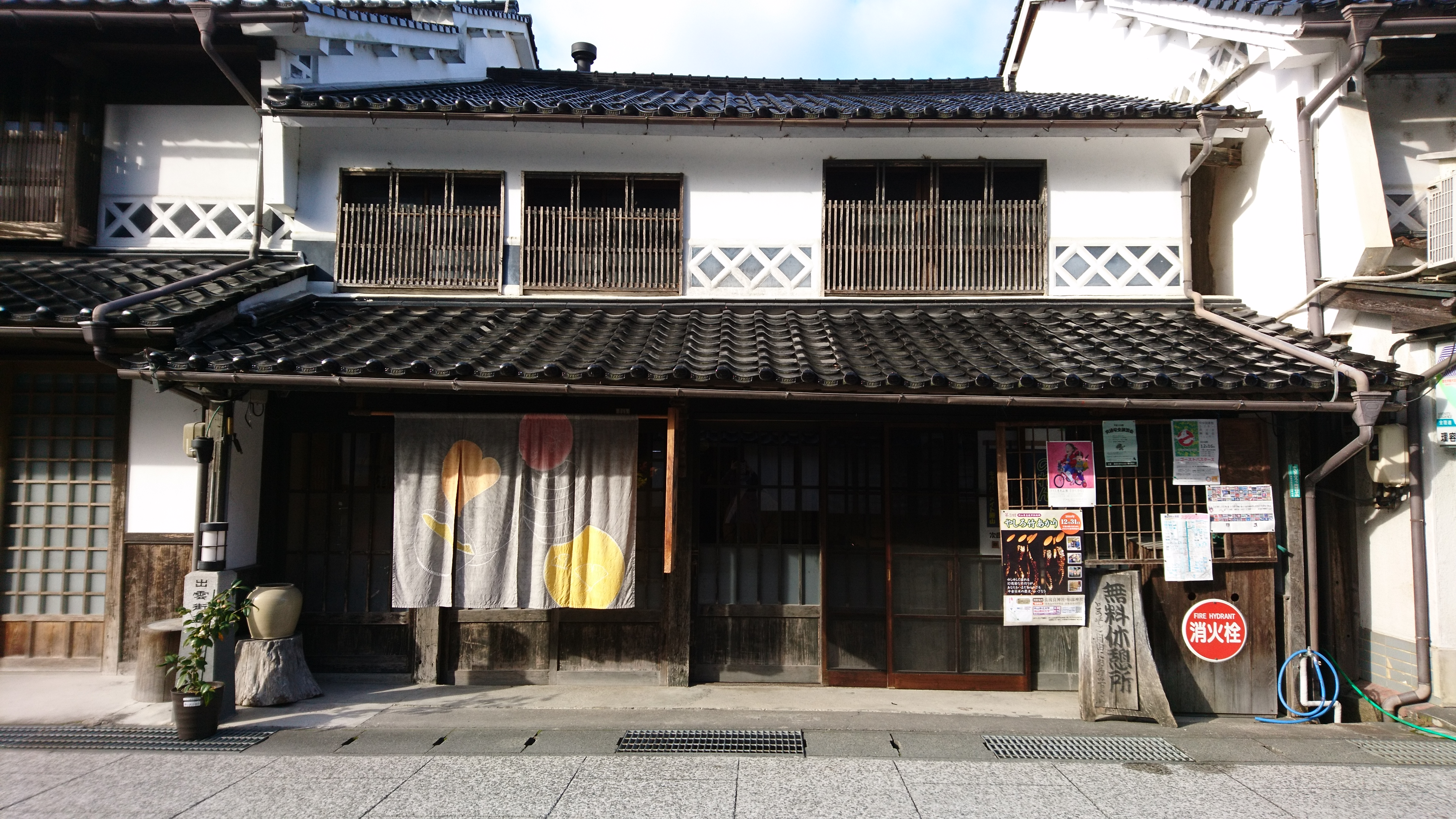
無料休憩所 顆山亭
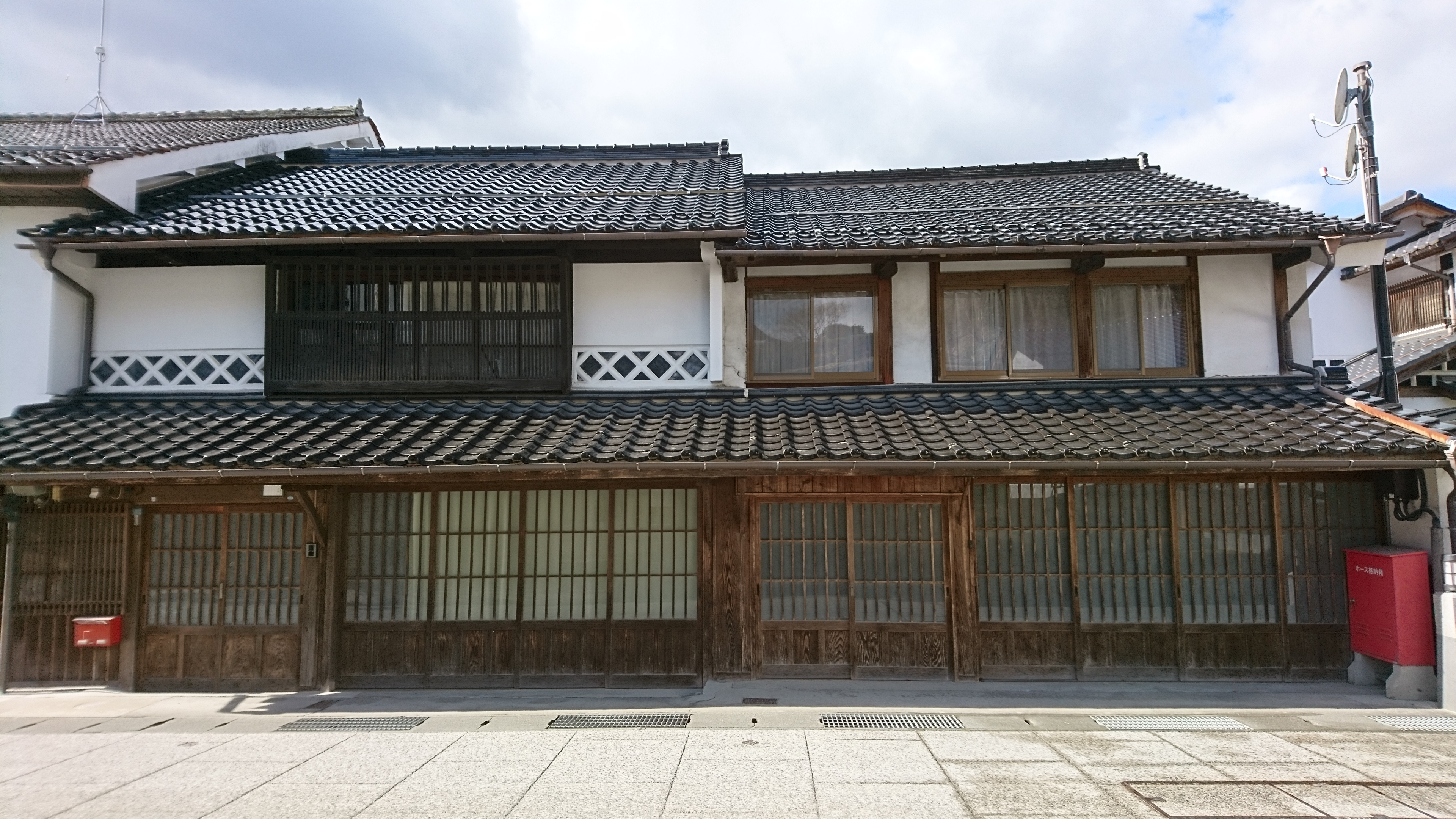
勝山町並み保存地区の築100年以上の民家
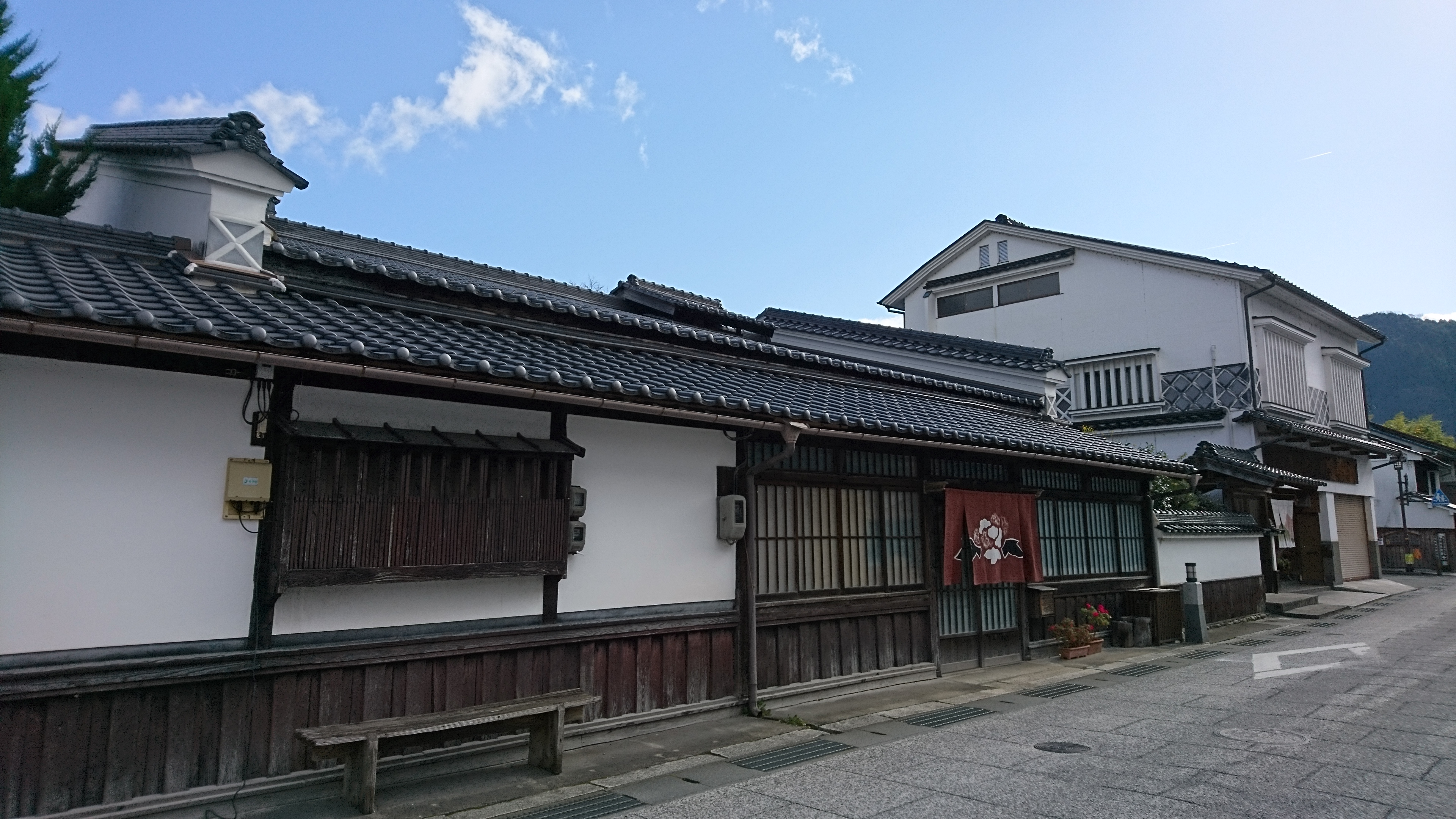
うだつのある日本家屋
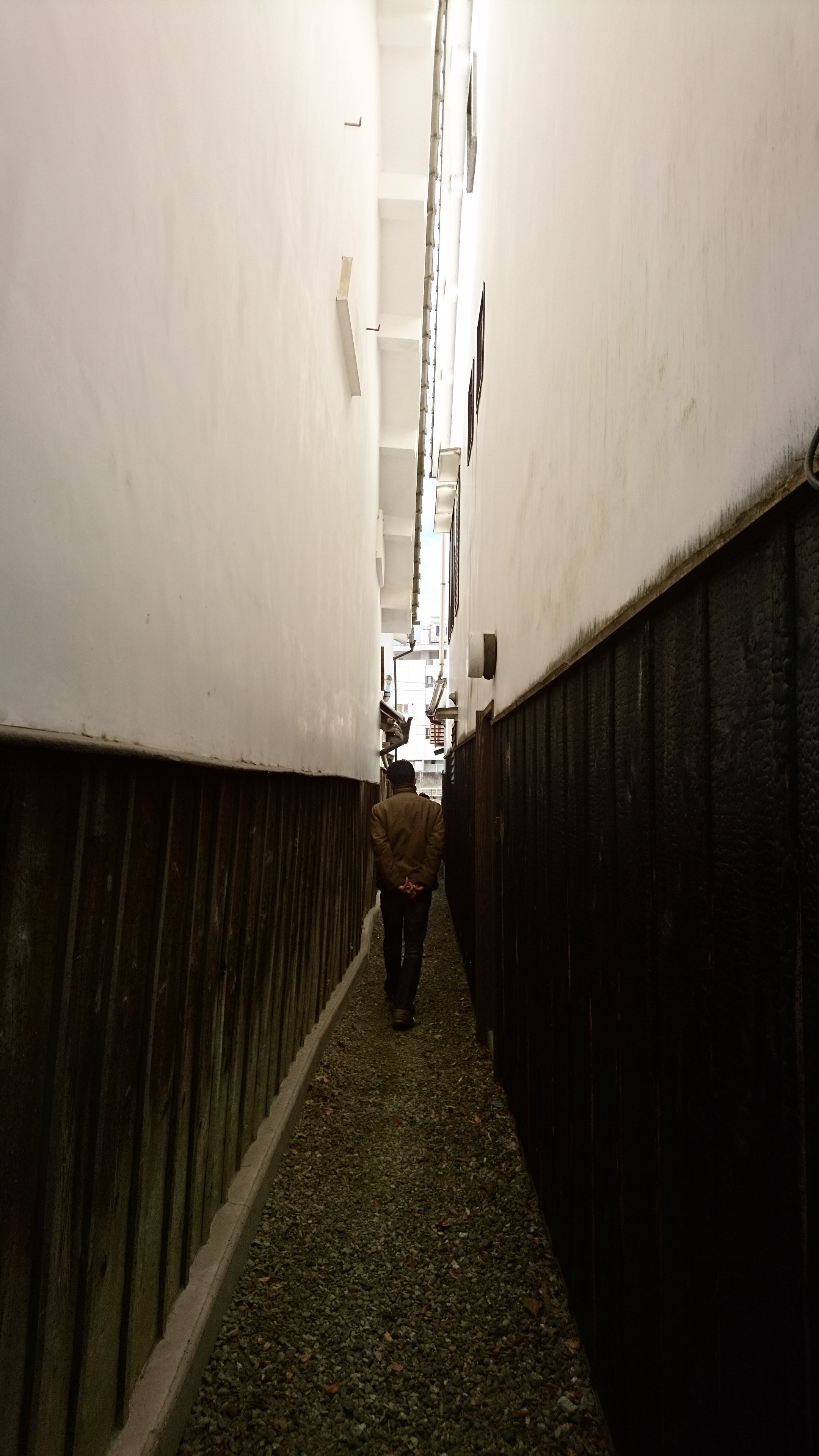
保存地区から川に出る小径
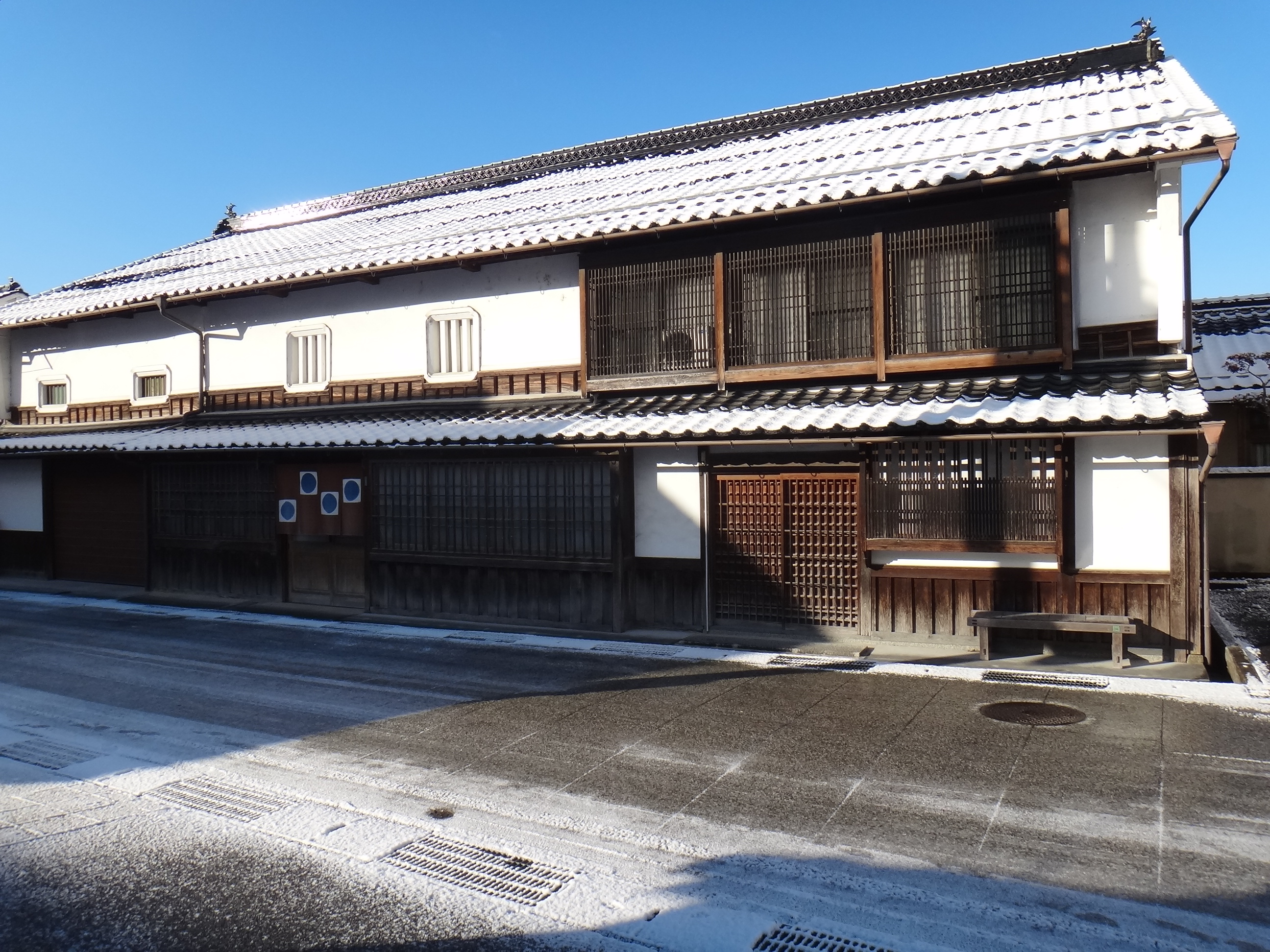
雪化粧の勝山町並み保存地区
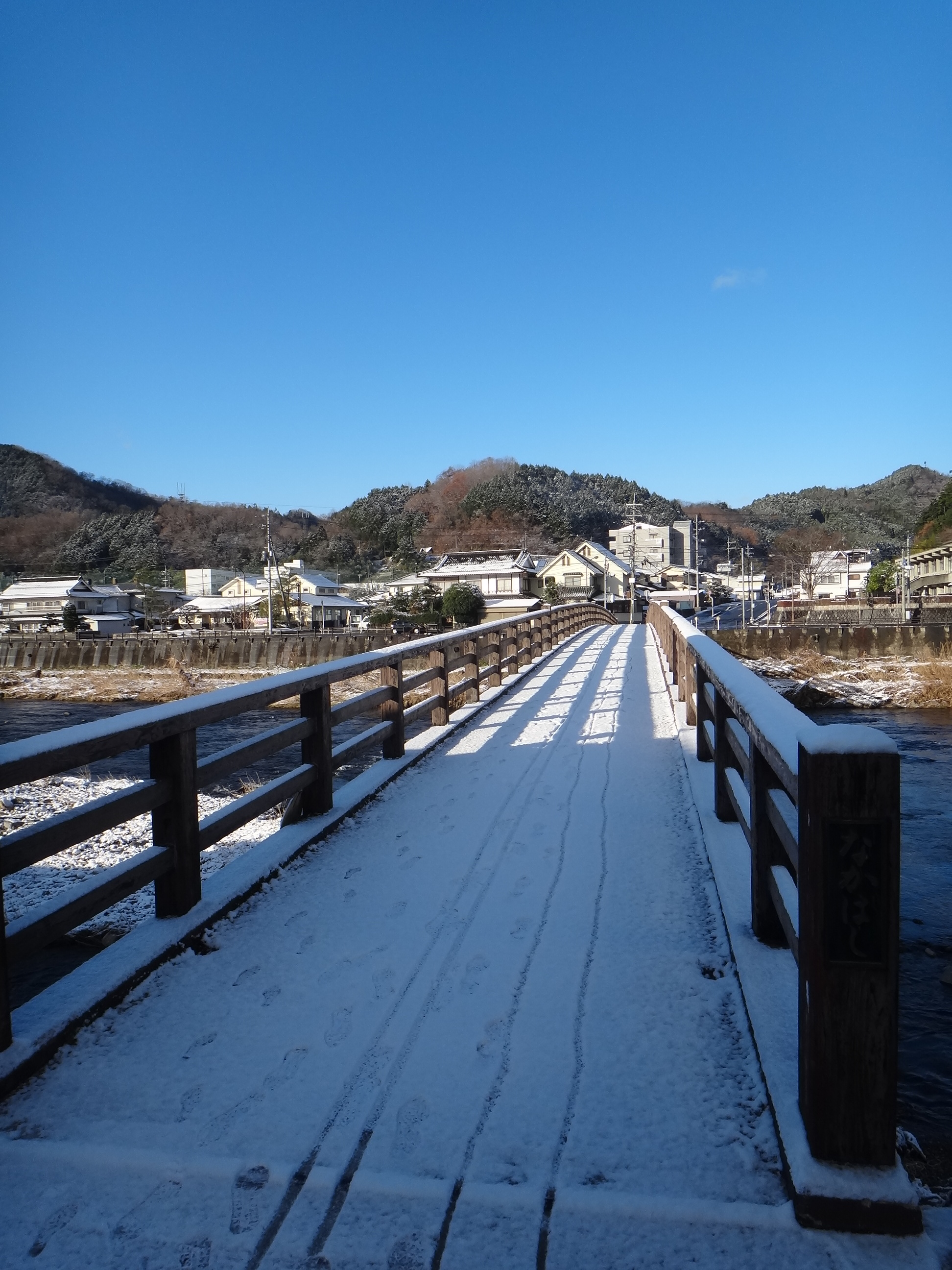
雪の中橋
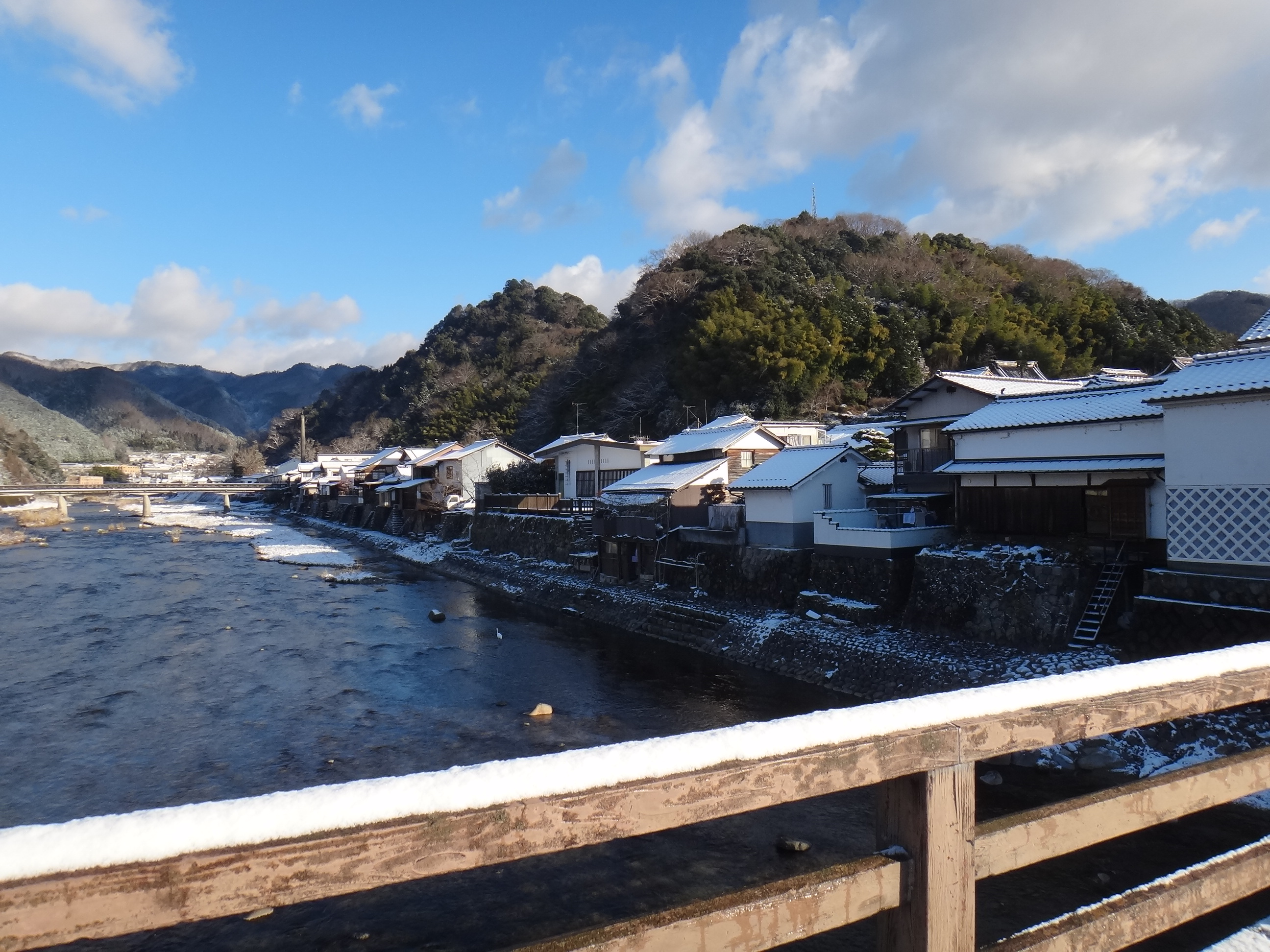
中橋からの太鼓山と城山
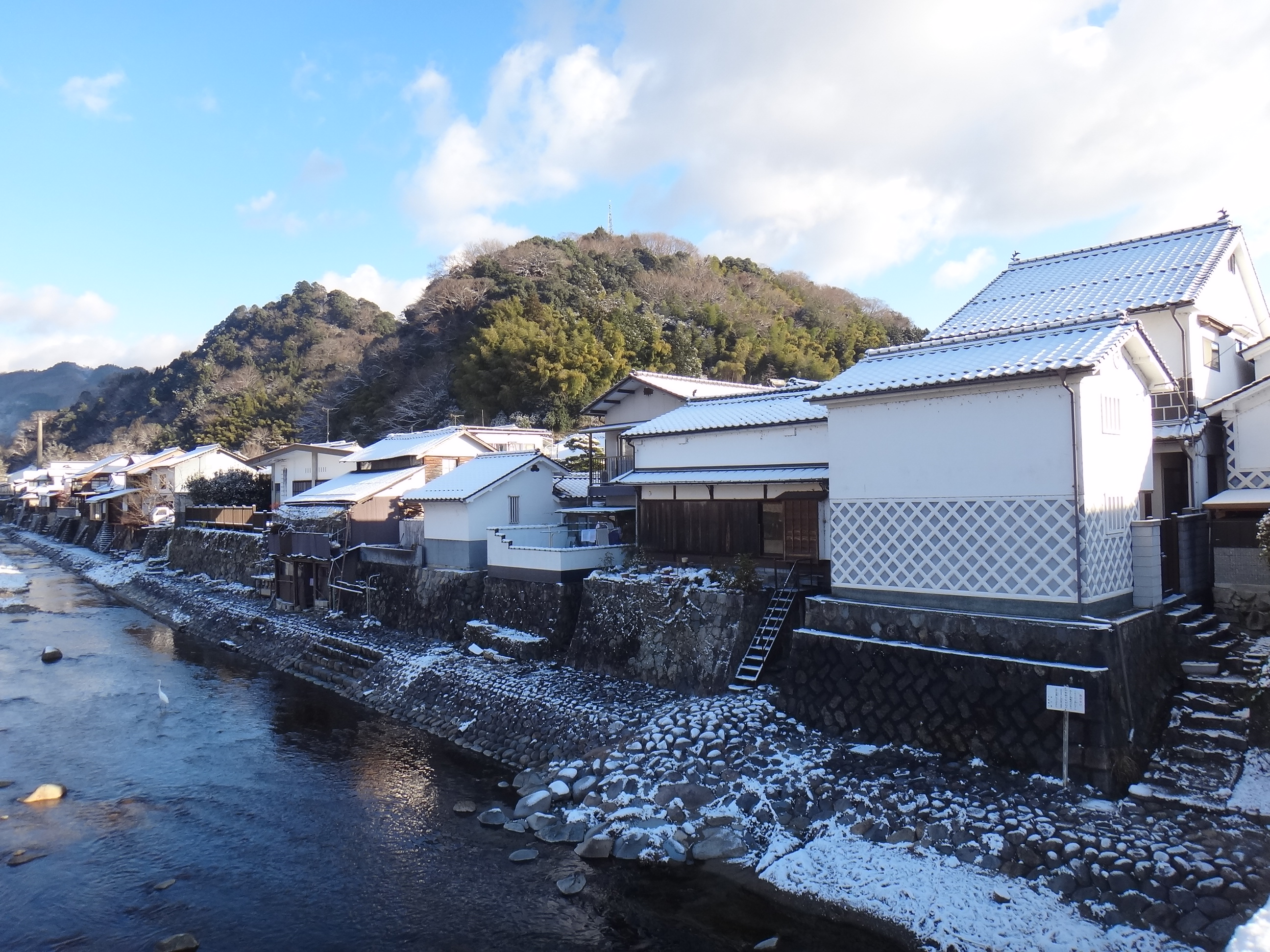
中橋からの太鼓山と城山
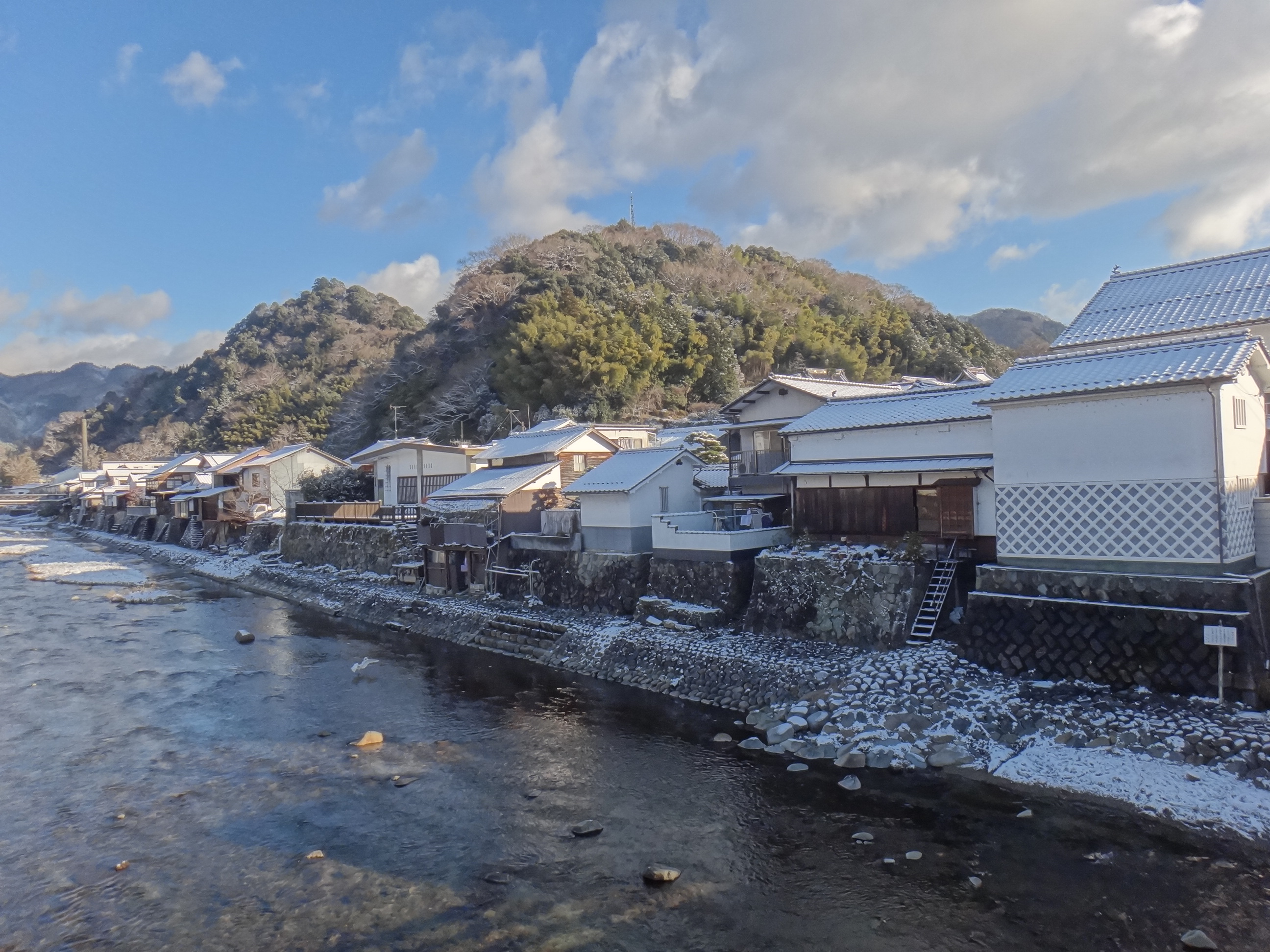
中橋からの太鼓山と城山
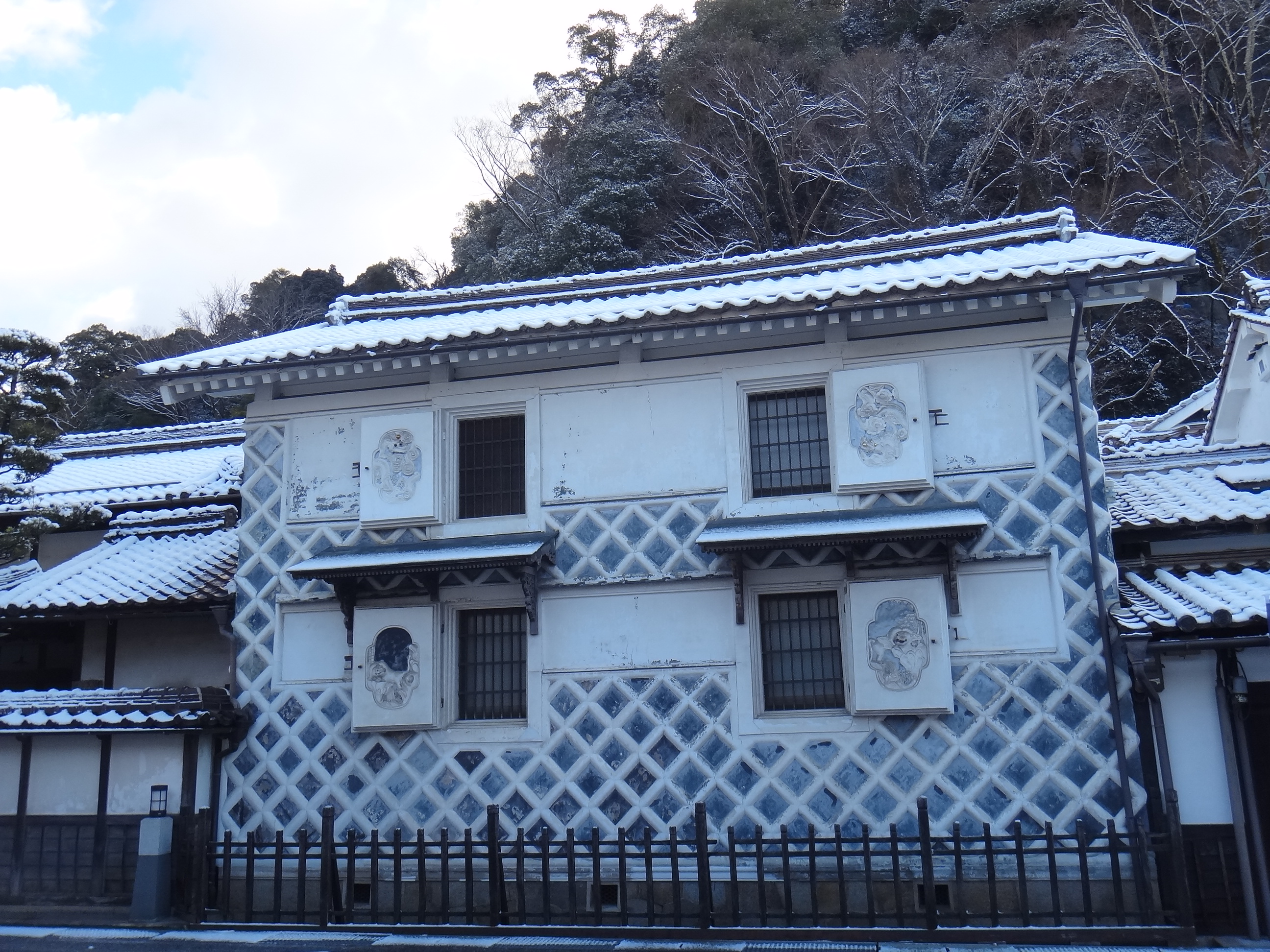
辻本店の鏝絵
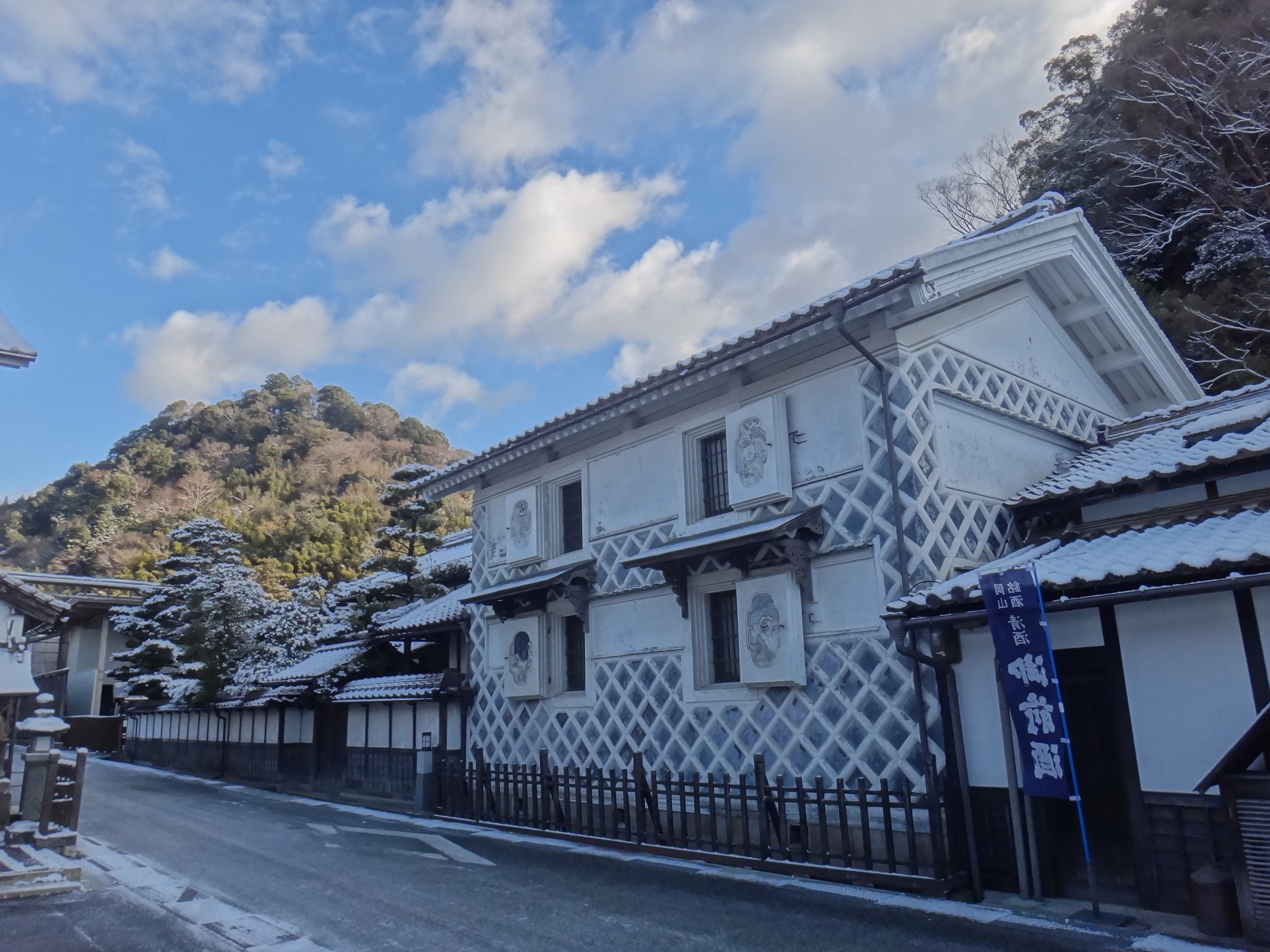
雪化粧の辻本店
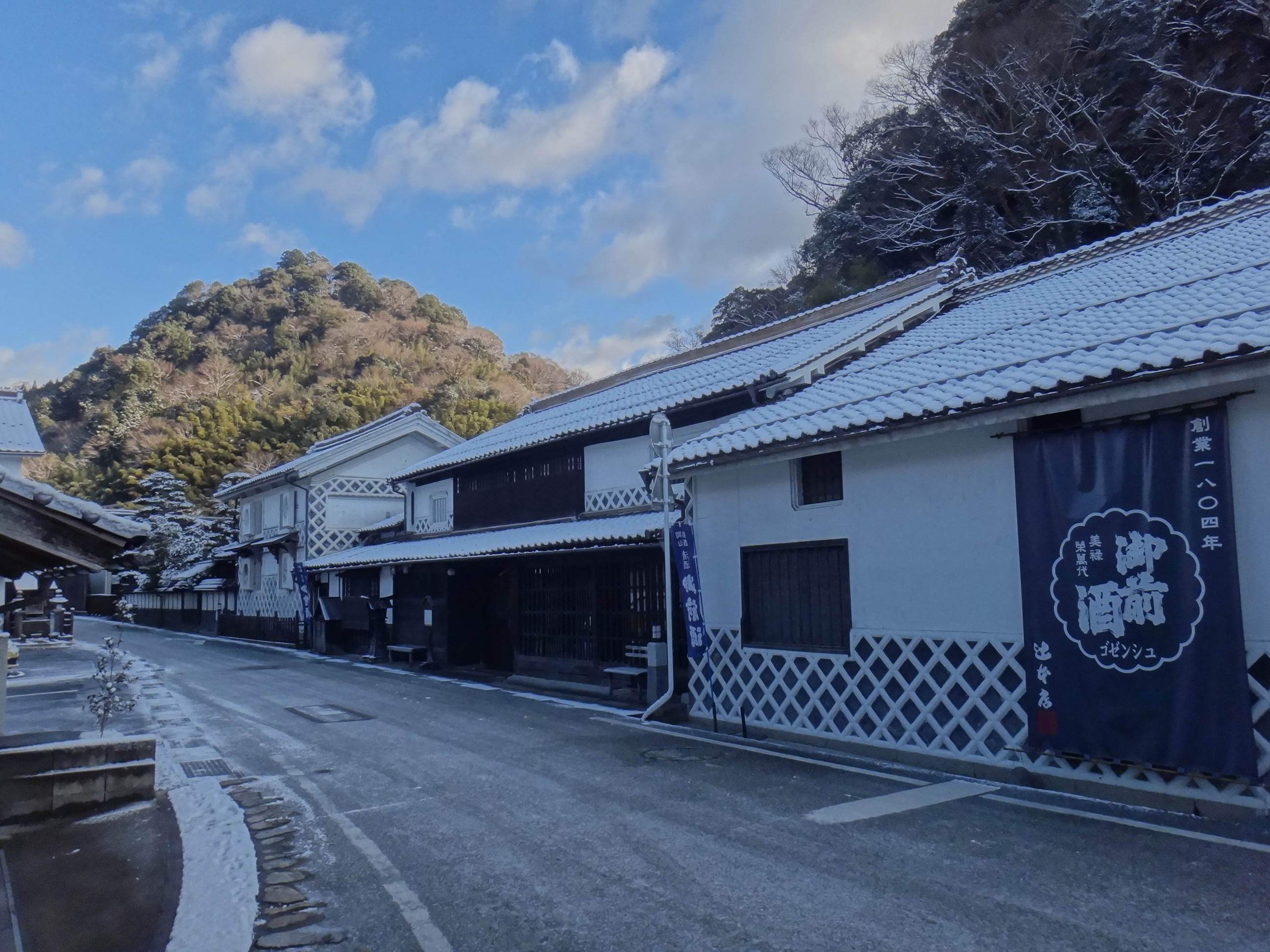
雪化粧の辻本店
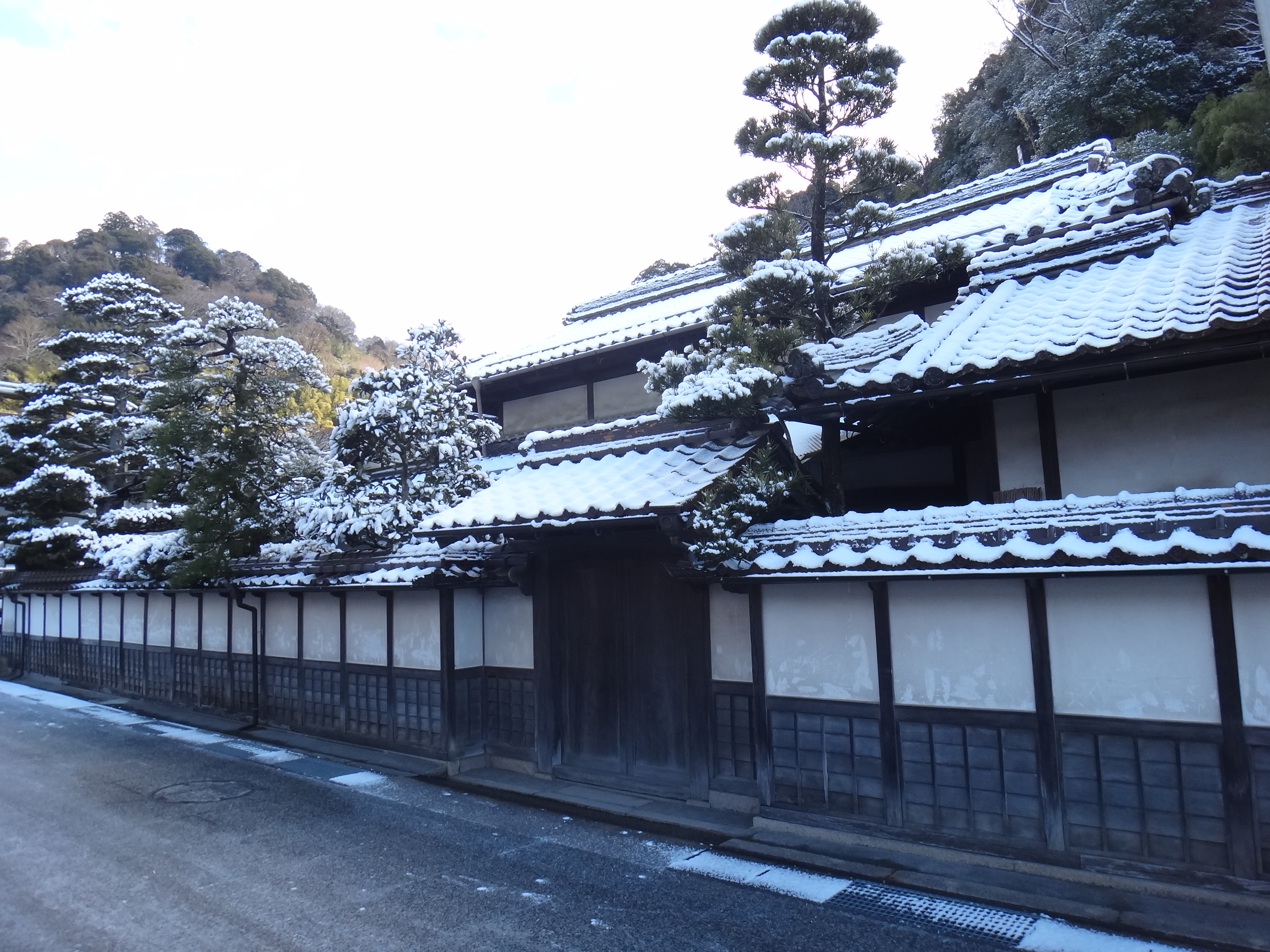
雪化粧の辻本店
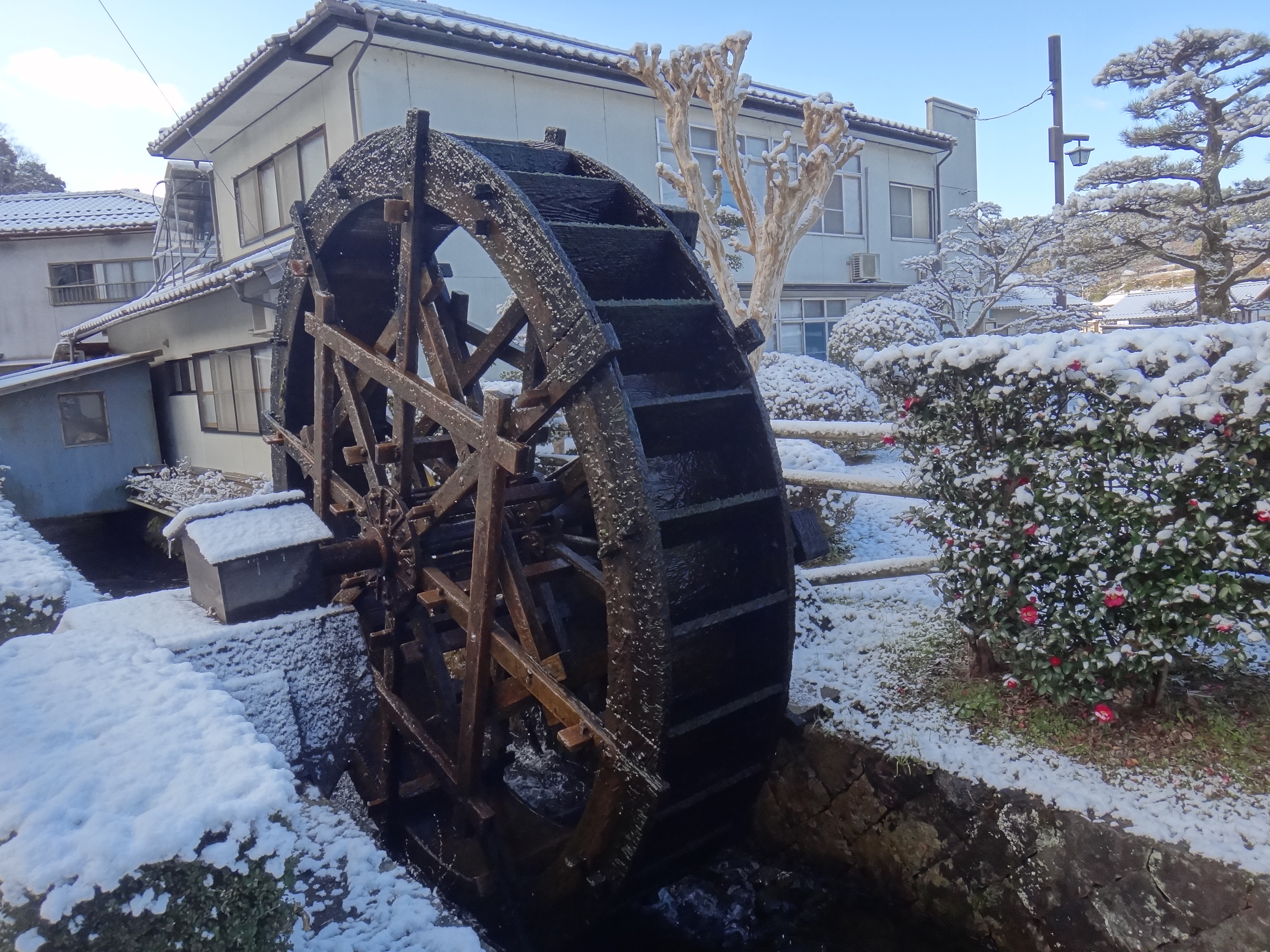
勝山町並み保存地区の水車
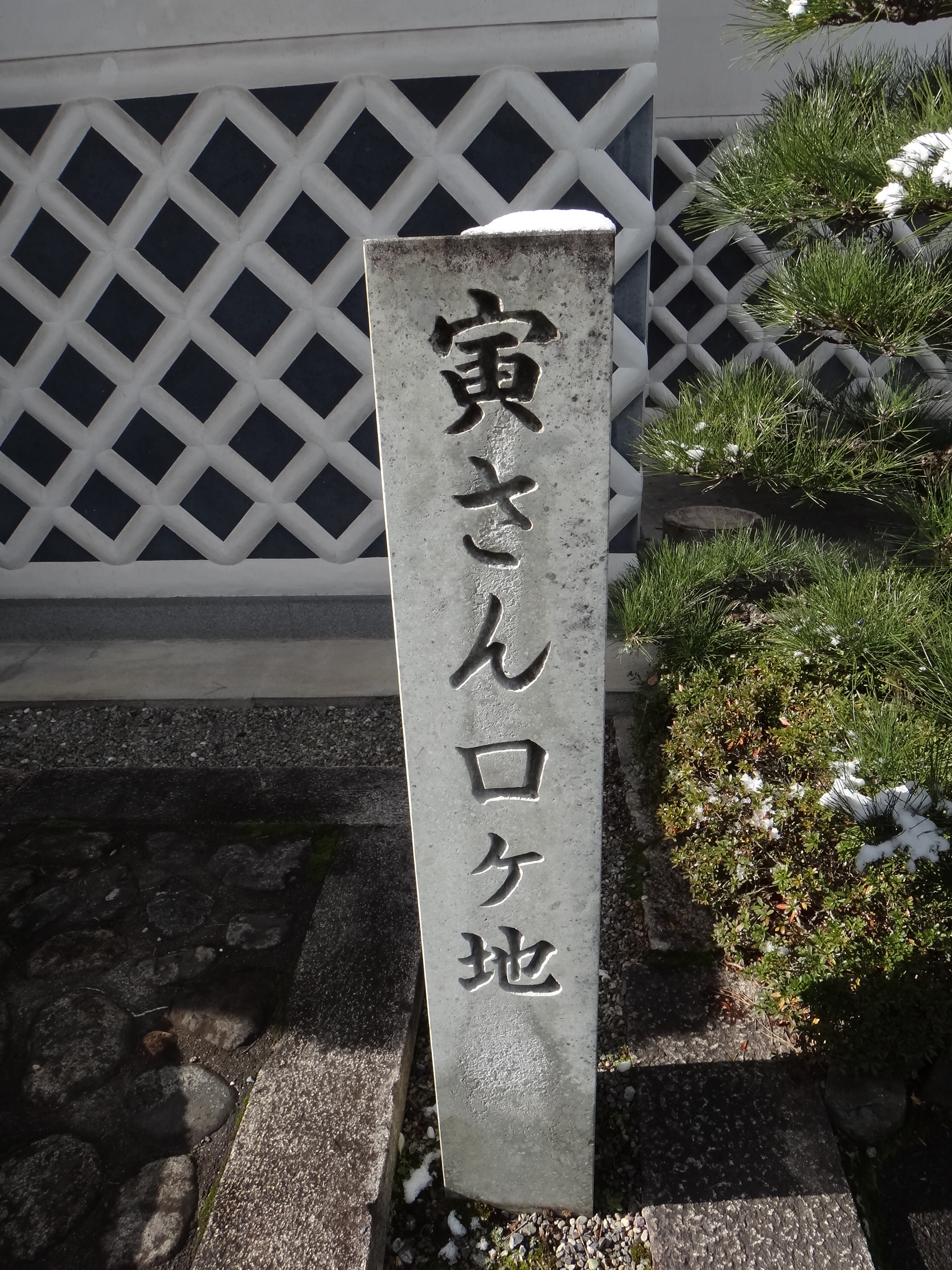
勝山町並み保存地区の寅さんロケ地の碑
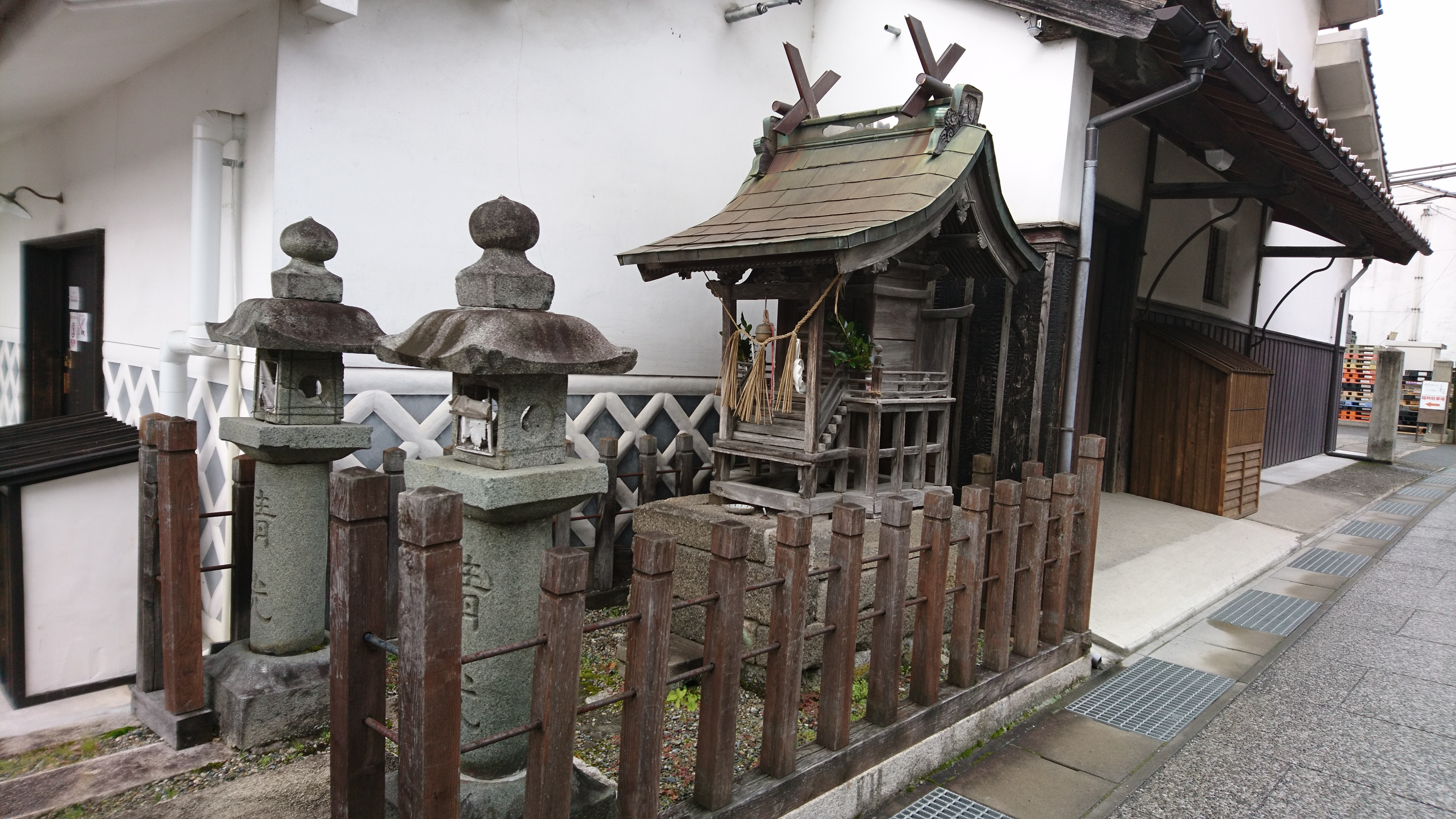
辻本店の敷地の門に商売の神・恵比寿が祀られている。
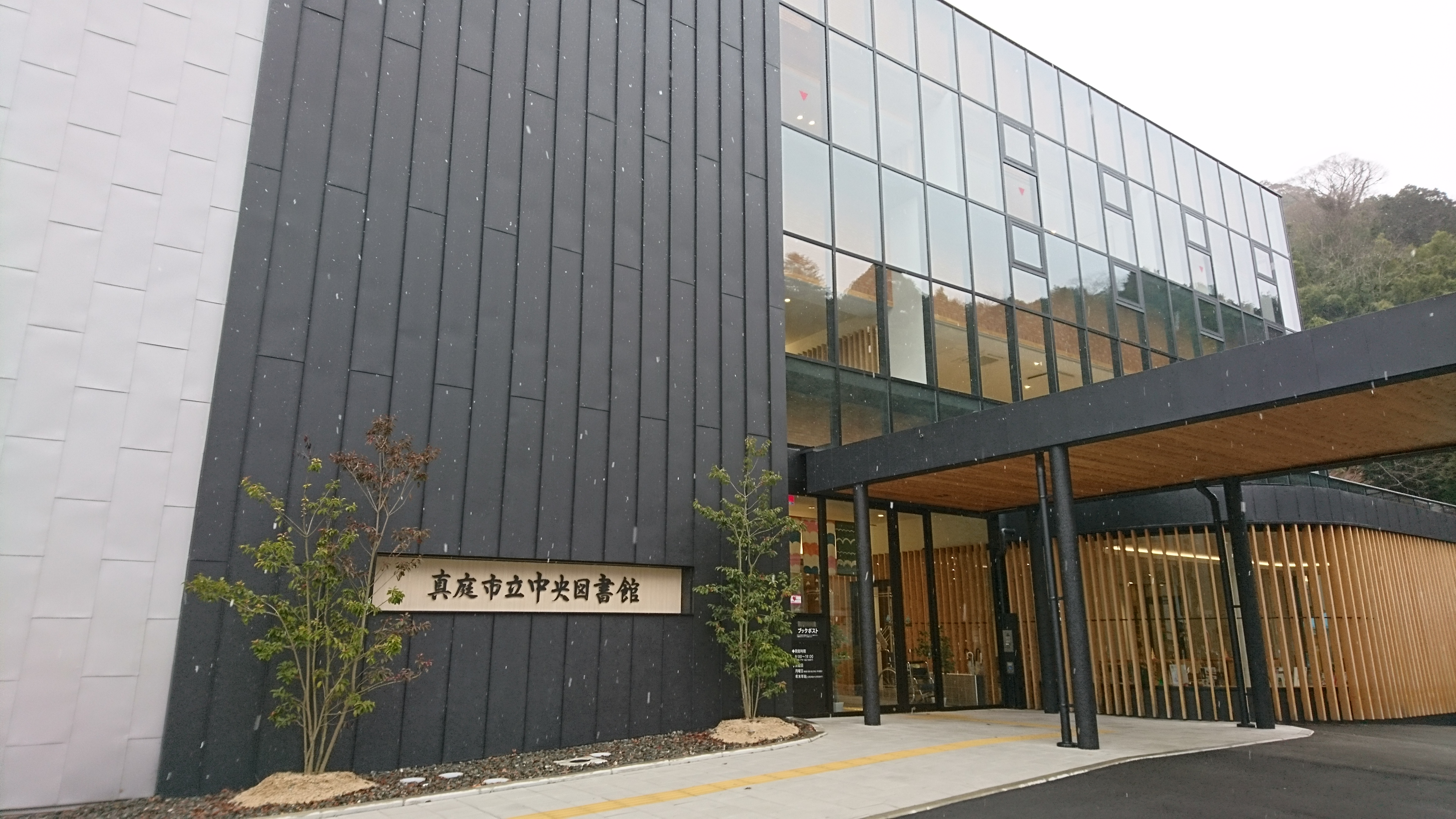
2018年7月開館の真庭市立中央図書館